# Vitraux de l'église Sainte-Foy de Conches-en-Ouche

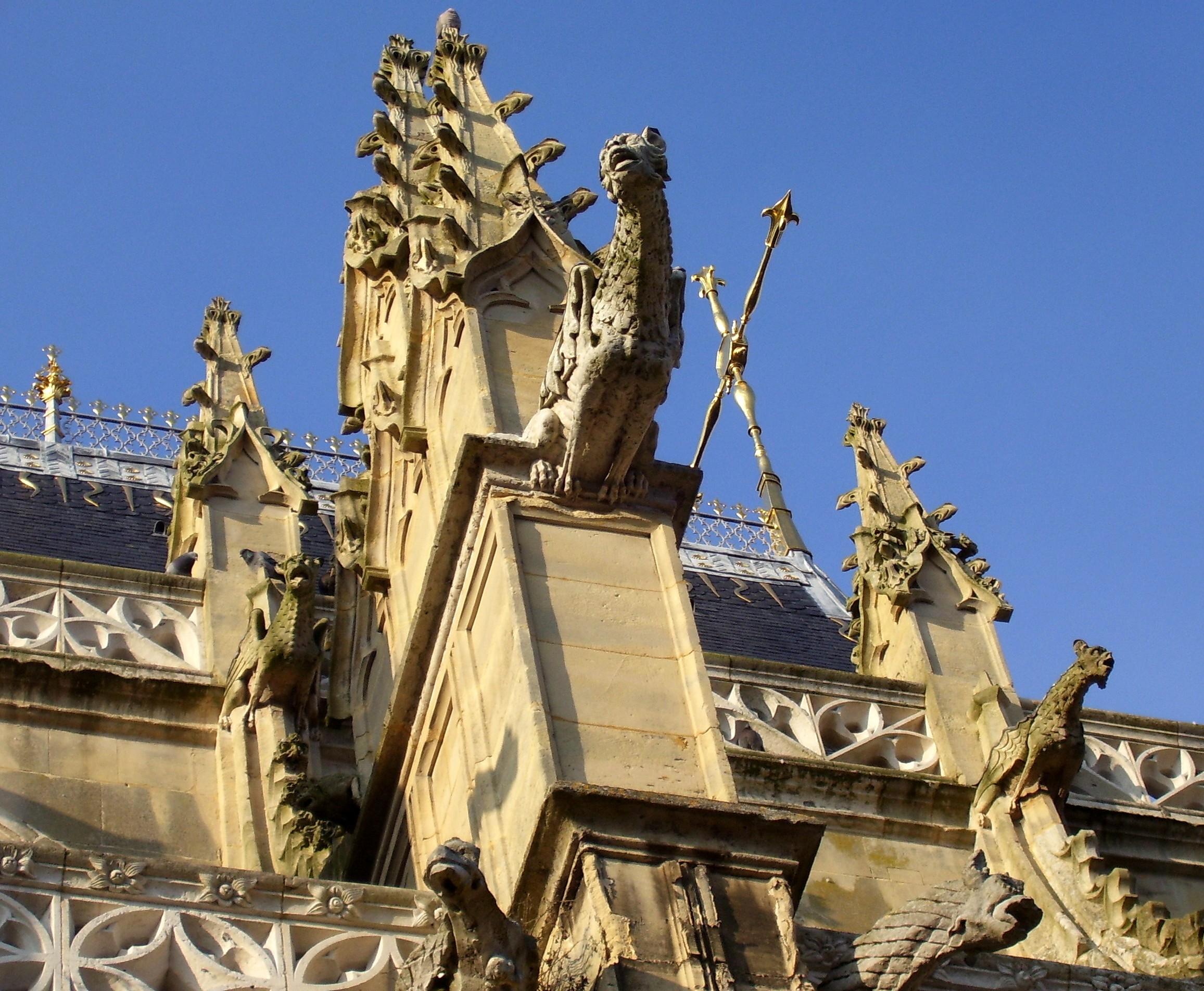
Gargouille

Les vitraux de l'église Sainte-Foy de Conches-en-Ouche, dans le département de l'Eure, constituent un ensemble important d'œuvres datant pour la plupart du milieu de XVIe siècle. La nef de l'église comporte huit travées ; les fenêtres des sept premières sont, de part et d'autre, décorés de riches verrières. Le chœur est à sept pans, et chacune de ses ouvertures porte un vitrail.

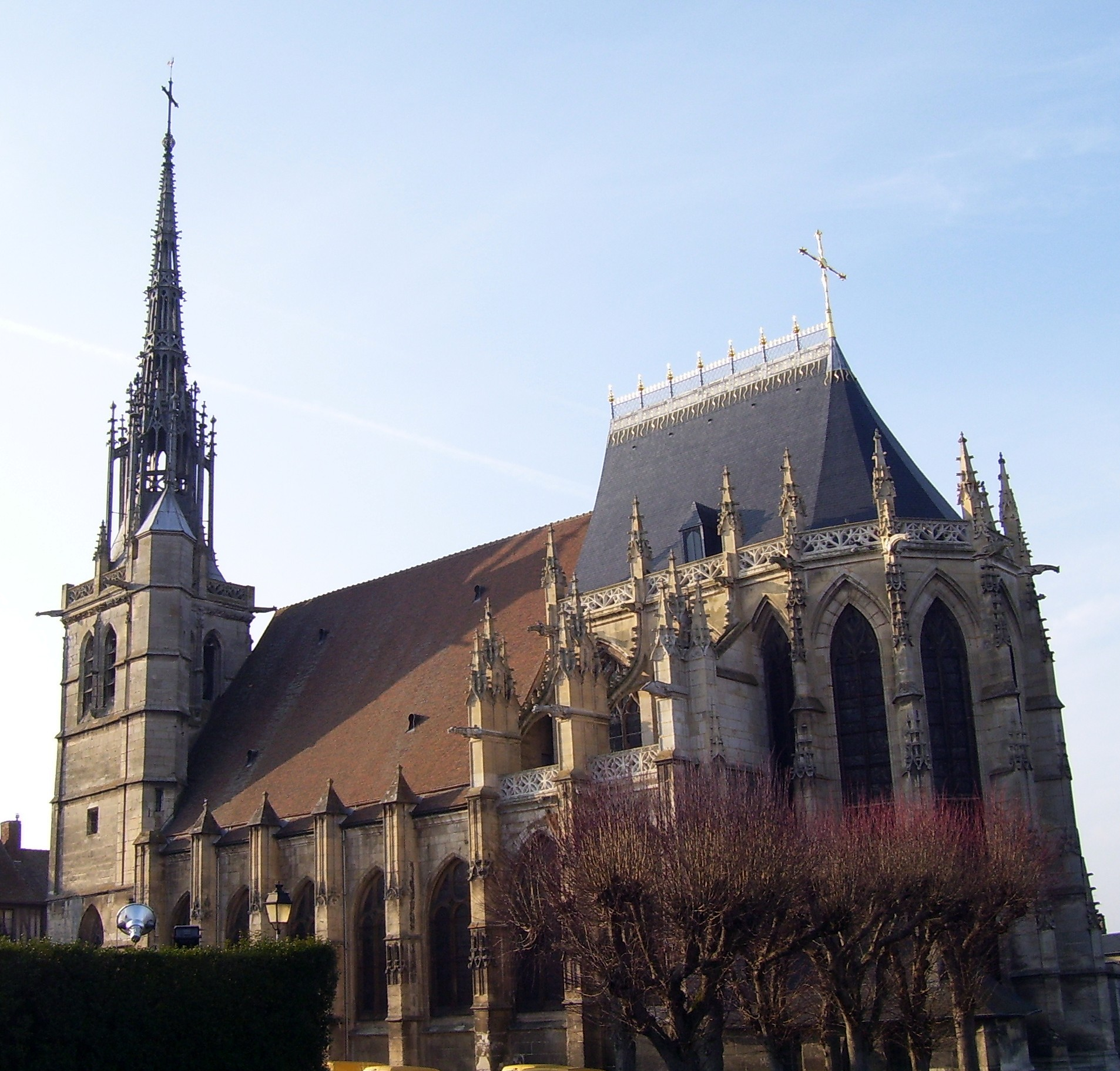
Église Sainte-Foy

Certains ont été reconstruits d'après des relevés existants après l'effondrement de la tour du clocher en 1846.
Deux verrières réalisées vers 1500-1510 (vitraux N7 et S7) proviennent de l’édifice précédent. Elles ont été remontées vers 1550 dans la nef reconstruite, et adaptées aux dimensions et formes différences des baies. La baie N7 et le tympan de la baie S7 sont attribués à Arnoult de Nimègue, les lancettes de la baie S7 au Maître de la Vie de saint Jean-Baptiste. De nombreuses dates et inscriptions figurent dans les vitraux, et permettent de suivre la mise en place des verrières des cinq dernières travées des bas-côtés (baies N1-N6, S1-S6), posées entre 1540 (baie S2) et 1552 ou 1553 (baies N4, S4, N5). Les verrières du chœur sont vraisemblablement contemporaines de celles de la nef. Elles sont en tout cas postérieures à 1535, date de la gravure d'Aldegrever utilisée comme modèle pour le putti de la baie C.
De nombreuses campagnes de restauration ont été entreprises, dès le début de l'installation. La chute de la flèche, le 10 mars 1842, endommage sérieusement plusieurs panneaux du chœur et surtout les baies du bas-côté sud de la nef, pulvérisant le vitrail de la baie S6 (18) Abraham et Melchisédech. Des relevés à grandeur de toutes les verrières sont commandés par l’État à Jean-Edmond et François-Michel Laumônier, sculpteurs sur bois à Conches, entre 1850 et 1855. Le verrier François Décorchemont, petit-fils de François-Michel Laumônier, remet les calques à diverses institutions.
Une première campagne de restauration est menée à bien de 1857 à 1869-1870 par Charles-Laurent Maréchal, troublée cependant par la destruction de la baie N4 (13) « Annonciation » dans l’incendie de l’atelier le 11 juin 1866. Les verrières sont déposées à Conches, expédiées par chemin de fer, puis reposées après restauration.
La seconde campagne, plus substantielle, concerne les baies de l’abside. La plupart des panneaux inférieurs des baies A, B, F, G (5,3,4 et 6) ont été restaurés entre 1875 et 1880. Ils avaient été détruits lors de la construction de la sacristie. La restauration est menée par le peintre vitrier Leprévost entre 1875 et 1880. De nombreuses photos ont été prises à l'époque, montrant l'état des verrières avant et après restauration.
Des accidents de toute sorte continuent à se produire ; ainsi, en mai 2011, des jets de canettes de bière ont endommagé des vitraux.

## Vitraux du chœur
Les sept verrières du chœur comportent une partie supérieure décrivant la Passion du Christ et une partie inférieure sur la vie de sainte Foy. Chacune est à deux lancettes trilobées, sur deux niveaux superposés (chacun à trois registres) ; le tympan est soit à deux ajours et soufflet, soit à mouchettes.
Cinq vitraux de la partie inférieure comportent en plus des panneaux dédiés aux donateurs et aux patrons.
Chacune des parties supérieure et inférieure de ces sept verrières est constituée elle-même de trois scènes superposées. On retrouve dans la partie inférieure de la plupart des panneaux, séparés du reste de la scène, des figures de saints et des principaux donateurs, souvent richement vêtus et dans la pose du priant.
Les baies sont numérotées A, B, C, D, E, F, G de la gauche vers la droite, ce qui correspond, dans la numérotation « officielle » du Corpus vitrearum, à 5, 3, 1, 0, 2, 4, 6. La verrière centrale est donc D (0).

### Partie supérieure: la Passion du Christ

Vitraux centraux du chœur
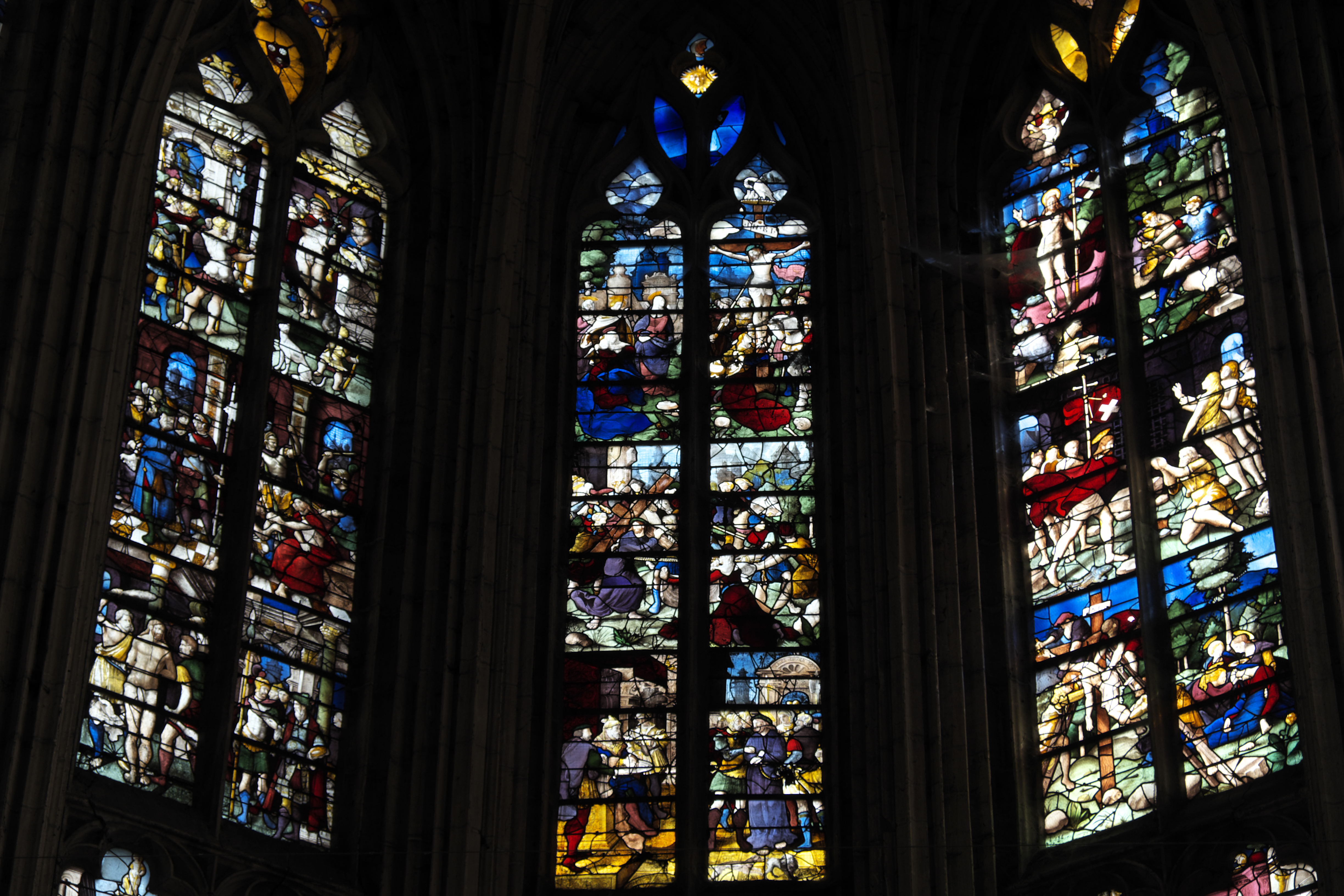
Partie supérieure : Passion du Christ.
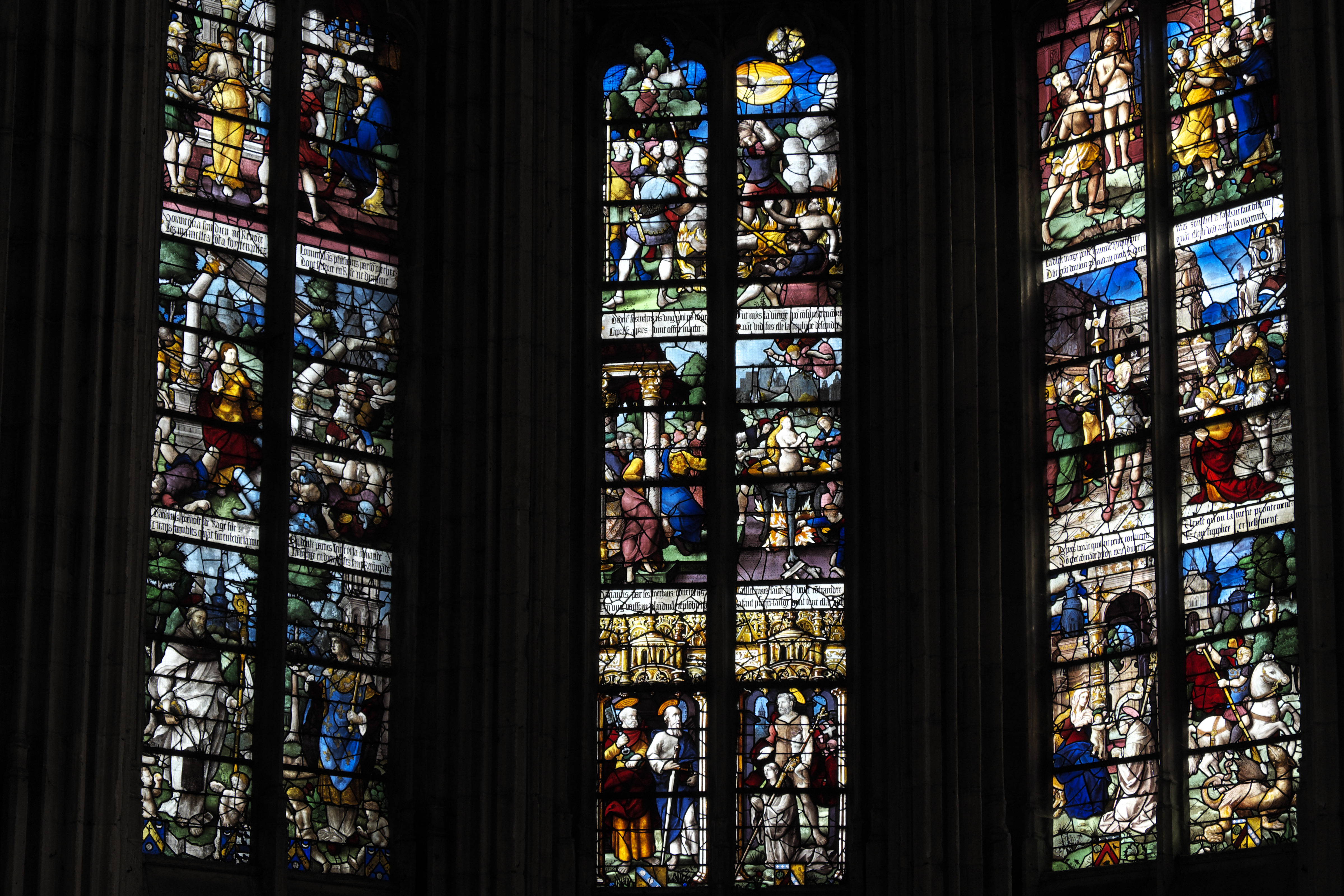
Partie inférieure : Martyre de sainte Foy.

Les vitraux de la partie supérieure représentent des scènes de la Passion du Christ. Ils ont été réalisés principalement vers 1535, d'après des gravures d'Albrecht Dürer, à Gisors dans l'atelier de Romain Buron, un élève d'Engrand Leprince (la baie B porte une signature). Pendant longtemps, l'inscription « Aldegrevers ho anno domini XX », découverte en 1855 dans le galon du costume de saint Louis, a fait attribuer à tort les verrières au Heinrich Aldegrever, élève de Dürer,. La thèse actuelle est que Romain Buron a copié intégralement un carton d'Aldegrever, y compris la signature. Les vitraux ont été offerts par Jean Le Vavasseur, abbé de l'abbaye Saint-Pierre-et-Saint-Paul de Conches de 1526 à 1556 et par une ou deux familles de donateurs dont les armoiries et figures des baies B, C, D et E ne sont pas identifiées.
Les épisodes de la Passion se lisent de la gauche vers la droite ; pour les deux premiers vitraux, la lecture se fait de haut en bas. Les étapes décrivent les évènements avant la mort. Les autres vitraux, C, D E, F, G se lisent de bas en haut. Les baies de gauche relatent les épisodes de la Passion qui précèdent la crucifixion ; celles de droite les évènements après la mort sur la croix.

#### Vitrail A (5): Entrée à Jérusalem

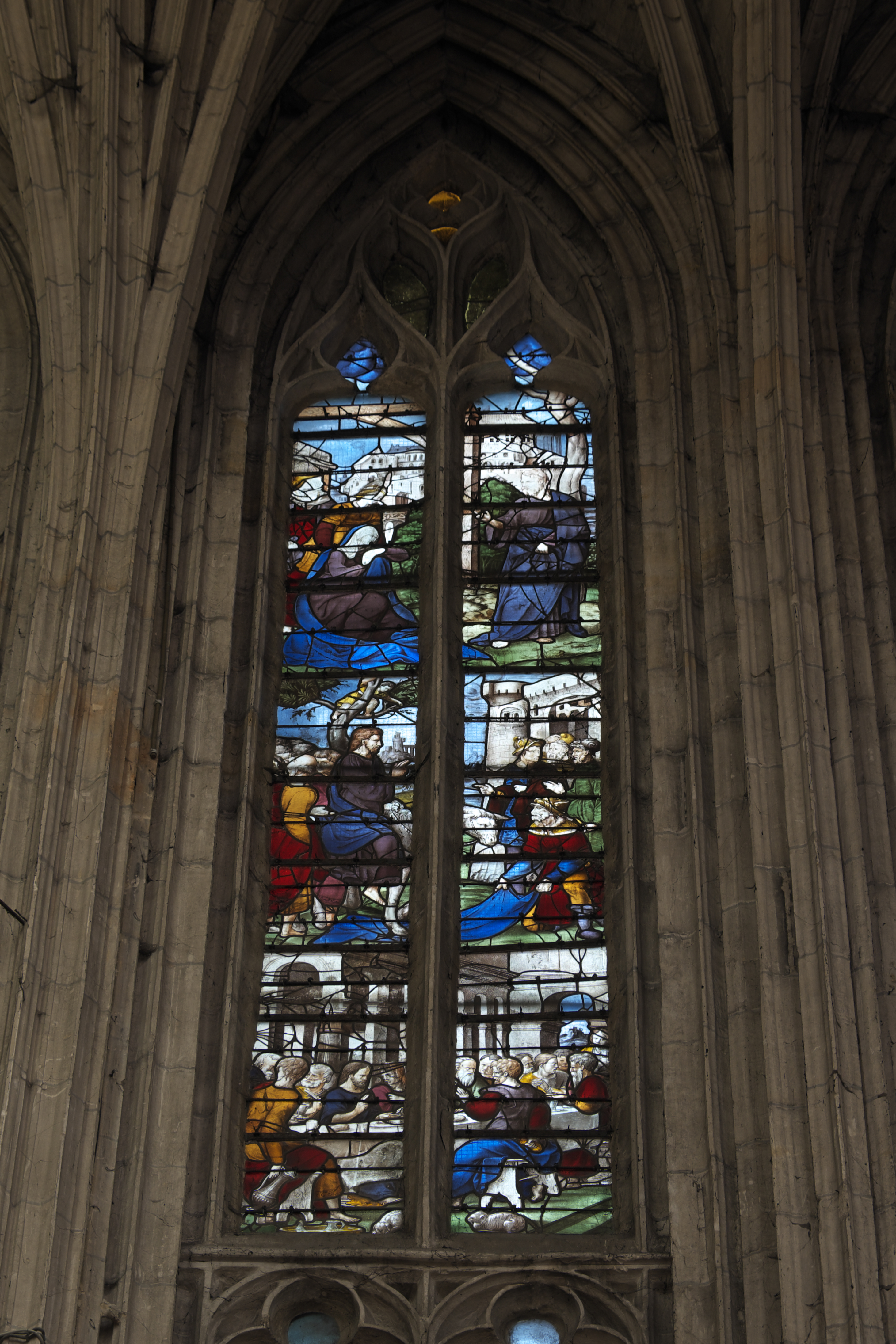
Vitrail A : Début de la Passion

De haut en bas, les trois scènes décrivent le tout début de la Passion. Elles se lisent comme suit :
- Jésus, sur la lancette droite, quitte de sa mère, sur la lancette gauche, soutenue par une femme.
- Jésus, sur la lancette gauche entre dans Jérusalem, suivi d'une foule ; il est accueilli par les notables sur la lancette droite ; une habitant étend un manteau sous les pas de l'âne.
- La Cène ; Judas tourne le dos au public, on voit bien sa bourse dissimulée derrière son dos.

Vitrail A (détails)
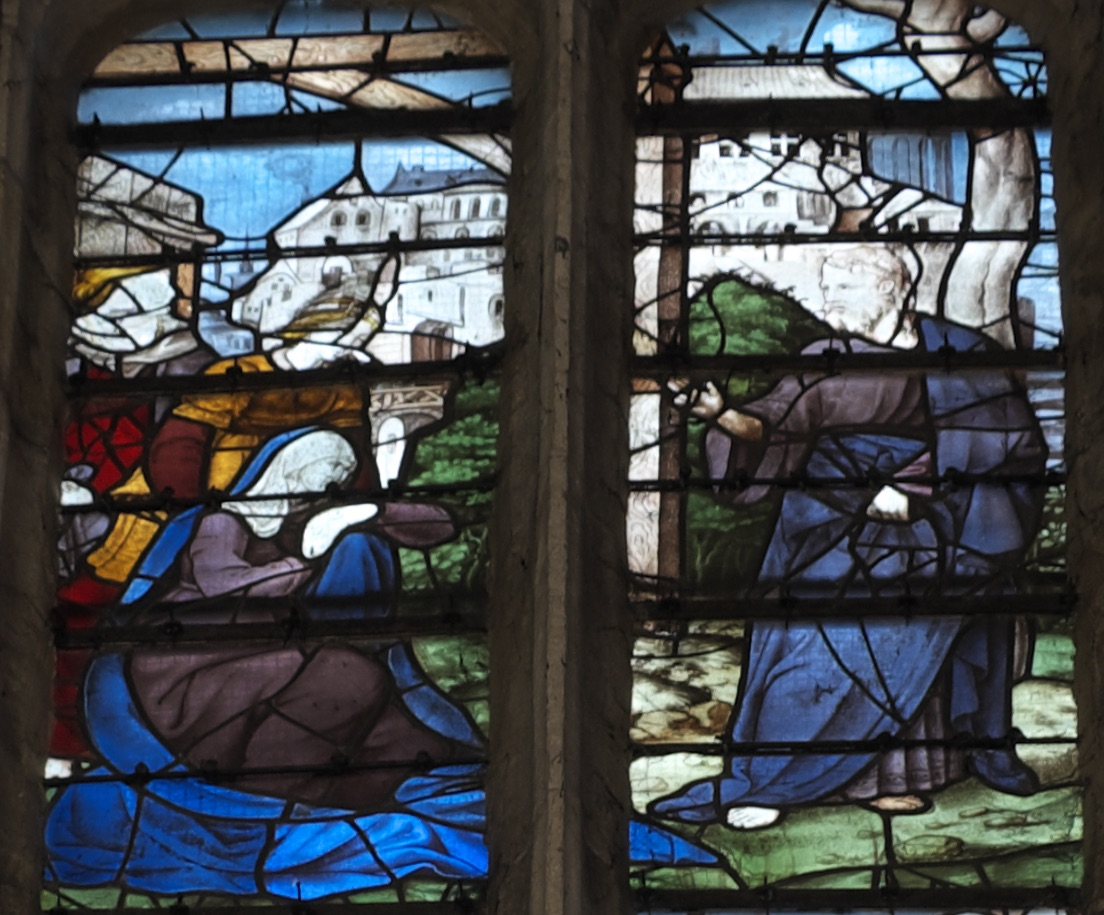
Adieu à sa mère
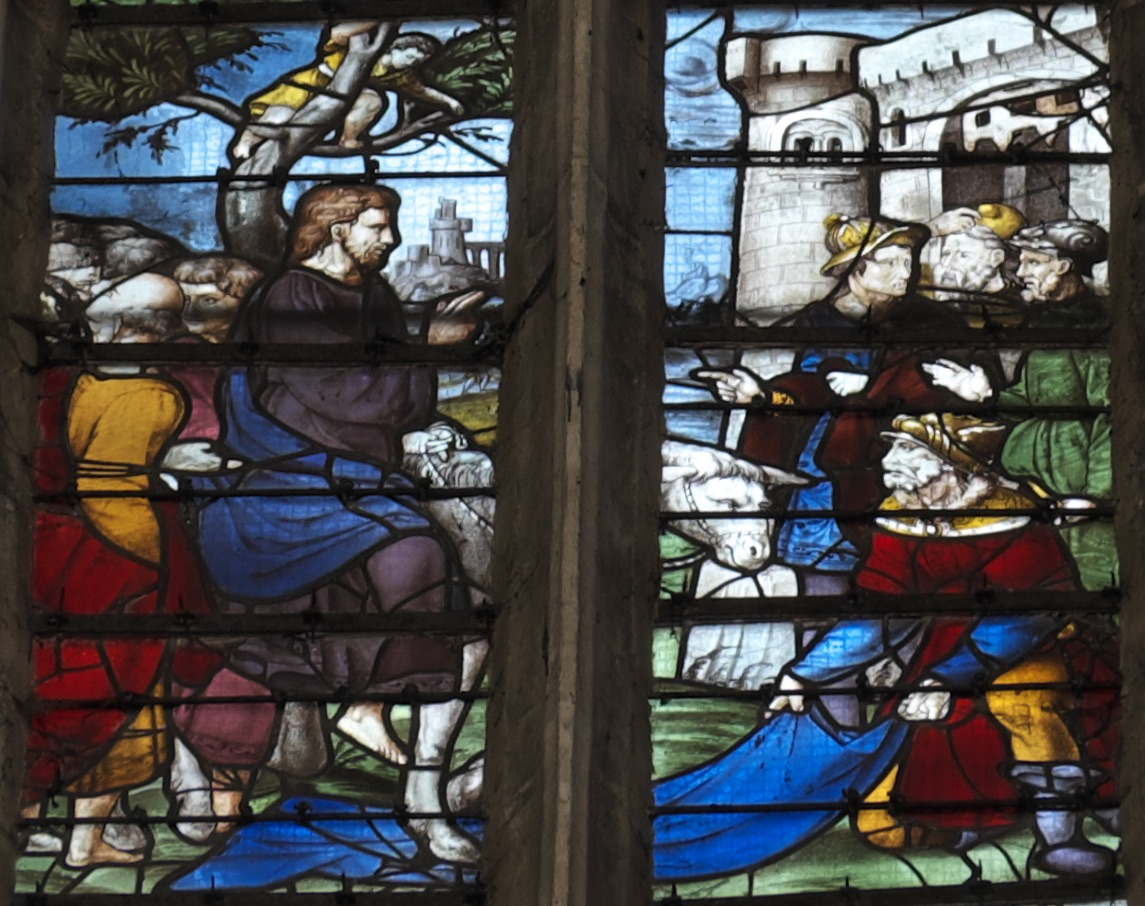
Entrée dans Jérusalem
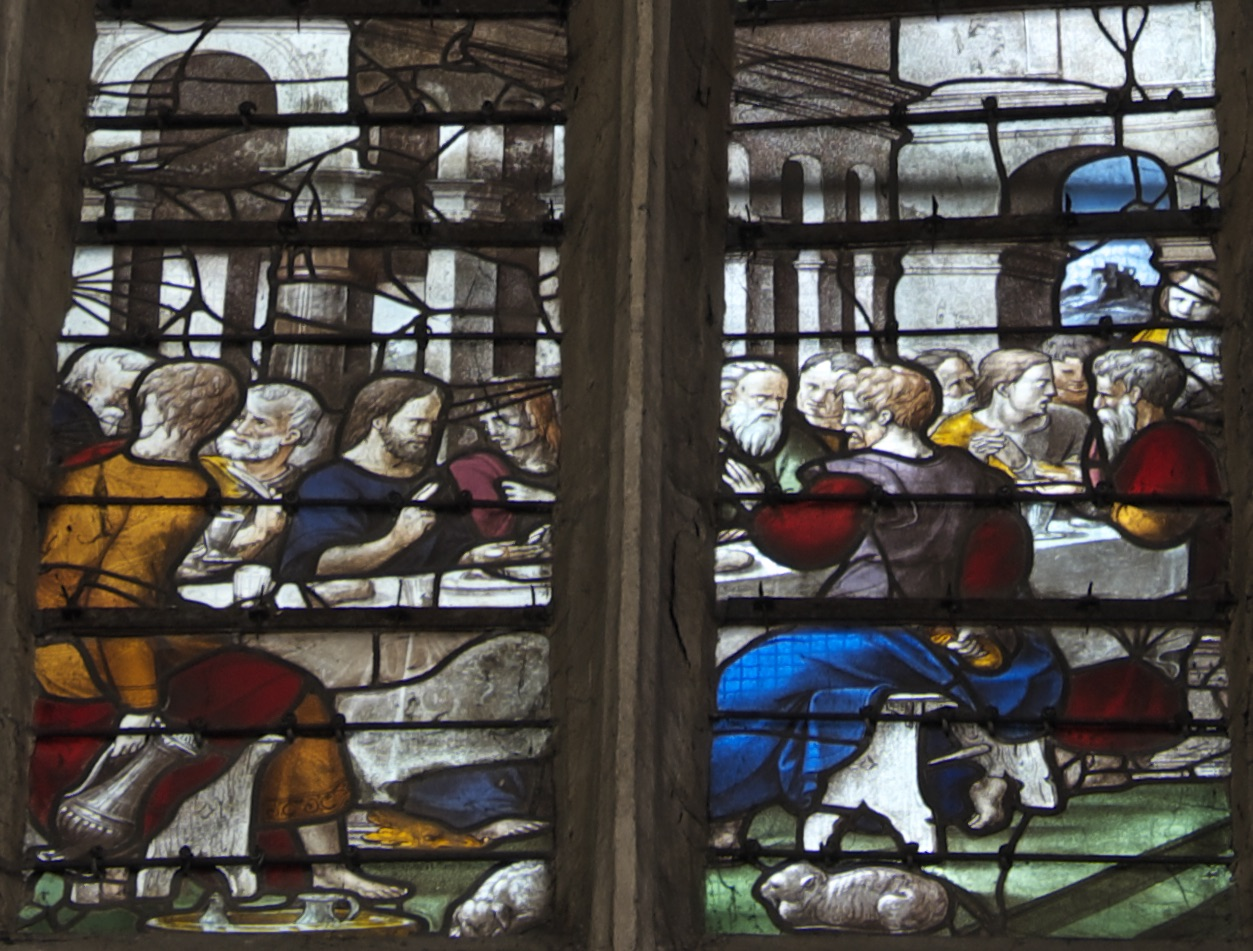
La Cène

#### Vitrail B (3): Au Jardin des Oliviers
Jésus au Jardin des Oliviers (Photo avant restauration).
- Jésus est en prière à droite, les apôtres au centre sont endormis. En haut à gauche, les soldats guidés par Judas entrent dans le Jardin
- À droite, Judas, la bourse à la main, donne le baiser de la trahison au Christ. Au premier plan, l'apôtre Pierre a tiré son sabre et coupé l'oreille du serviteur Malchus. Le monogramme de Romain Buron sur la lame du sable de saint Pierre.
- Jésus est devant le grand prêtre Caïphe debout sur les marches de son palais

Les verres de couleur du tympan sont modernes avec remploi d'éléments du XVIe siècle.

#### Vitrail C (1): Ecce homo
La lecture se fait de bas en haut à partir de ce vitrail :
- Flagellation ; le Christ est attaché à un pilier, à droite Ponce Pilate et les soldats regardent la scène
- Couronnement d'épines ; deuxième panneau de la lancette droite restaurée
- Ecce homo ; le Christ est montré au peuple. La tête de lancette restaurée

Le tympan est moderne avec remploi de deux écus armoriés non identifiés montés en chef-d'œuvre dont l'un était placé en bouche-trou de la baie B (3) avant la restauration de 1875-1880.

#### Vitrail D (0): Crucifixion
- Comparution devant Pilate qui se lave les mains ; les soldats emmènent Jésus vers le calvaire
- Portement de croix : le Christ porte la croix, aidé par Simon de Cyrène ; panneau très restauré
- Crucifixion : Le Christ est sur la croix, un soldat lui perce le côté droit à l'aide d'une lance. Marie Madeleine étreint la base de la croix.

Au tympan, dans le lobe de droite, représentation du pélican qui s'ouvre la poitrine pour nourrir ses petits. Dans le soufflet supérieur : le soleil et la lune verre de couleur moderne dans les autres ajours.

#### Vitrail E (2): Résurrection
- Descente de croix : Joseph d'Arimatie détache le Christ de la croix. Marie effondrée à droite est soutenue
- Le Christ aux limbes : Les limbes représentées par une prison aux fenêtres grillagées. Le Christ est dans la tenue de son martyre. Trois femmes s'élancent vers Jésus qui est suivi de Moïse puis Adam et Ève. Sur le sol sous le Christ, le démon représenté en lézard.
- La résurrection : Le Christ sort du tombeau, en manteau rouge, un étendard triomphal à la main. Le gardent sont à terre.

#### Vitrail F (4): Jésus et Marie
- Jésus rend visite à sa mère
- Jésus apparaît à Marie-Madeleine : Le Christ est représenté en jardinier, une bêche à la main.
- Saint Pierre et la pêche miraculeuse : sous l'ordre de Jésus, les disciples jettent leurs filets et font une pêche miraculeuse. D'après une gravure de Jean Swart. Un détail du vitrail est représenté sur un timbre en 1963 d'après le dessin de Décorchemont[3], dessiné et gravé par Jacques Combet[6].

#### Vitrail G (6): Ascension
- Incrédulité de Thomas : le Christ invite Thomas à mettre son doigt dans la plaie sur son côté.
- Ascension : Devant les apôtres, le Christ s'élève au ciel sur un nuage bleu (on ne voit que ses pieds).
- Pentecôte : Les apôtres sont enfermés, le Saint-Esprit descend sous forme de boules de feux.

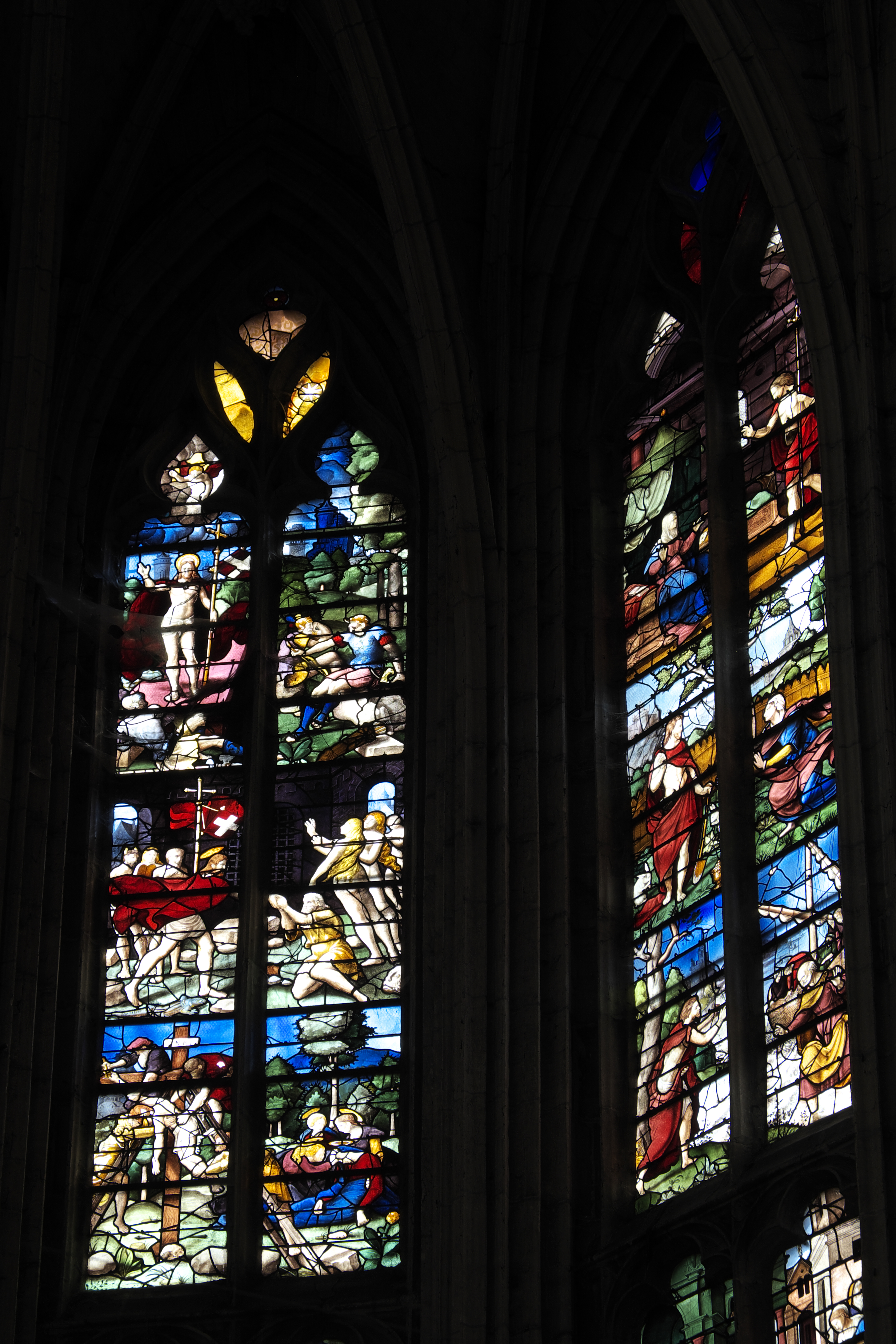
Vitrail E. Résurrection
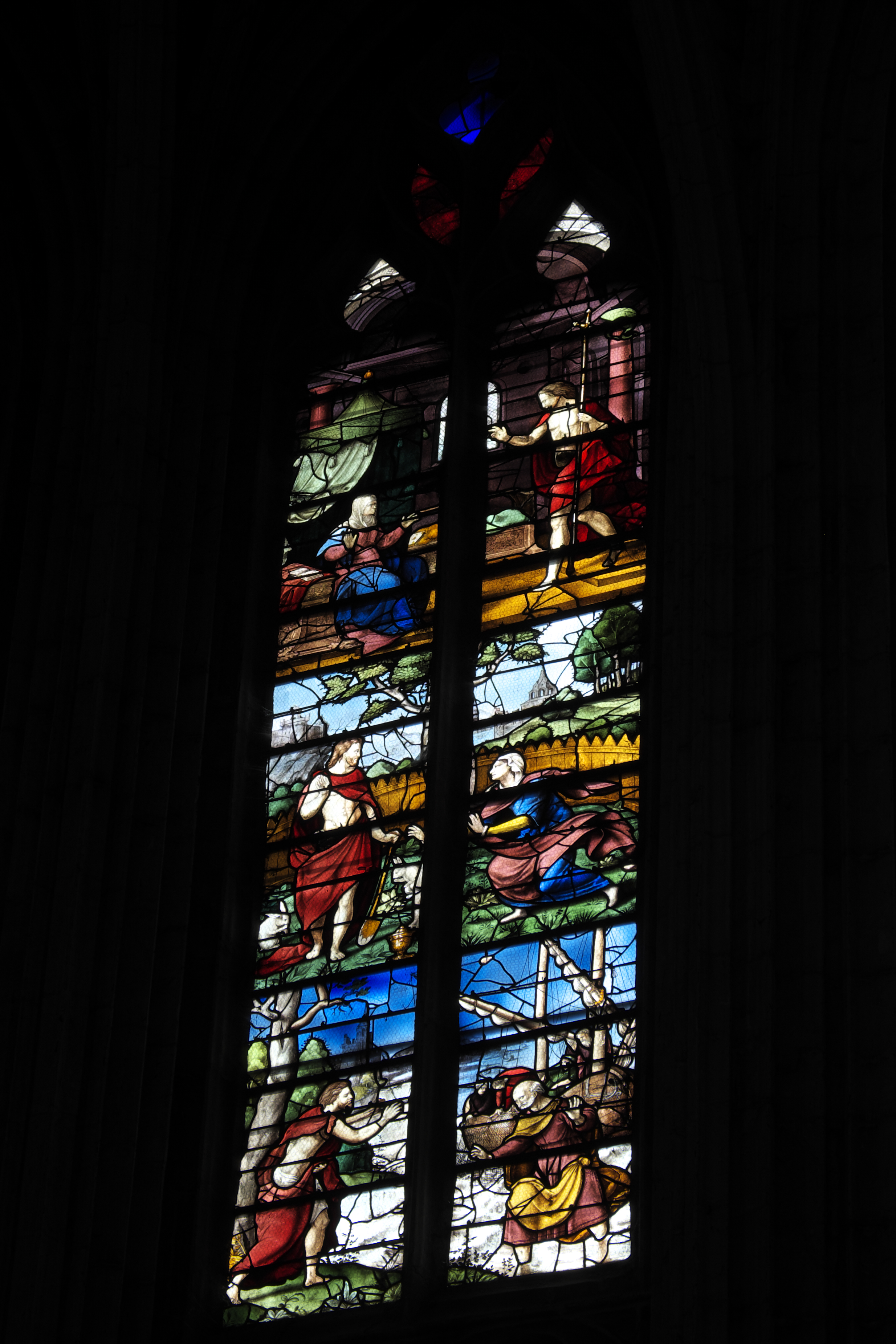
Vitrail F. Jésus et Marie
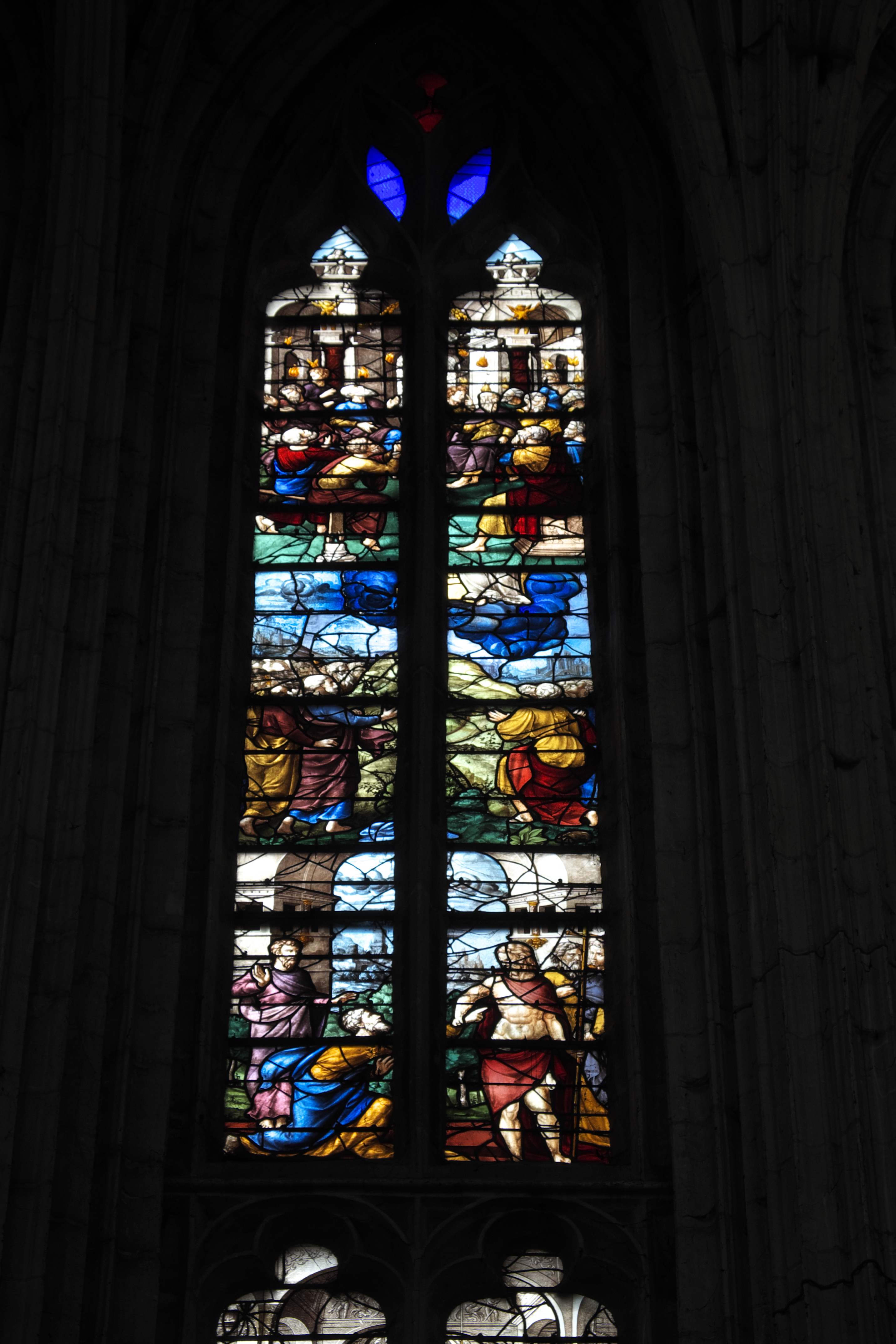
Vitrail G. Ascension

### Partie inférieure: la Vie de sainte Foy

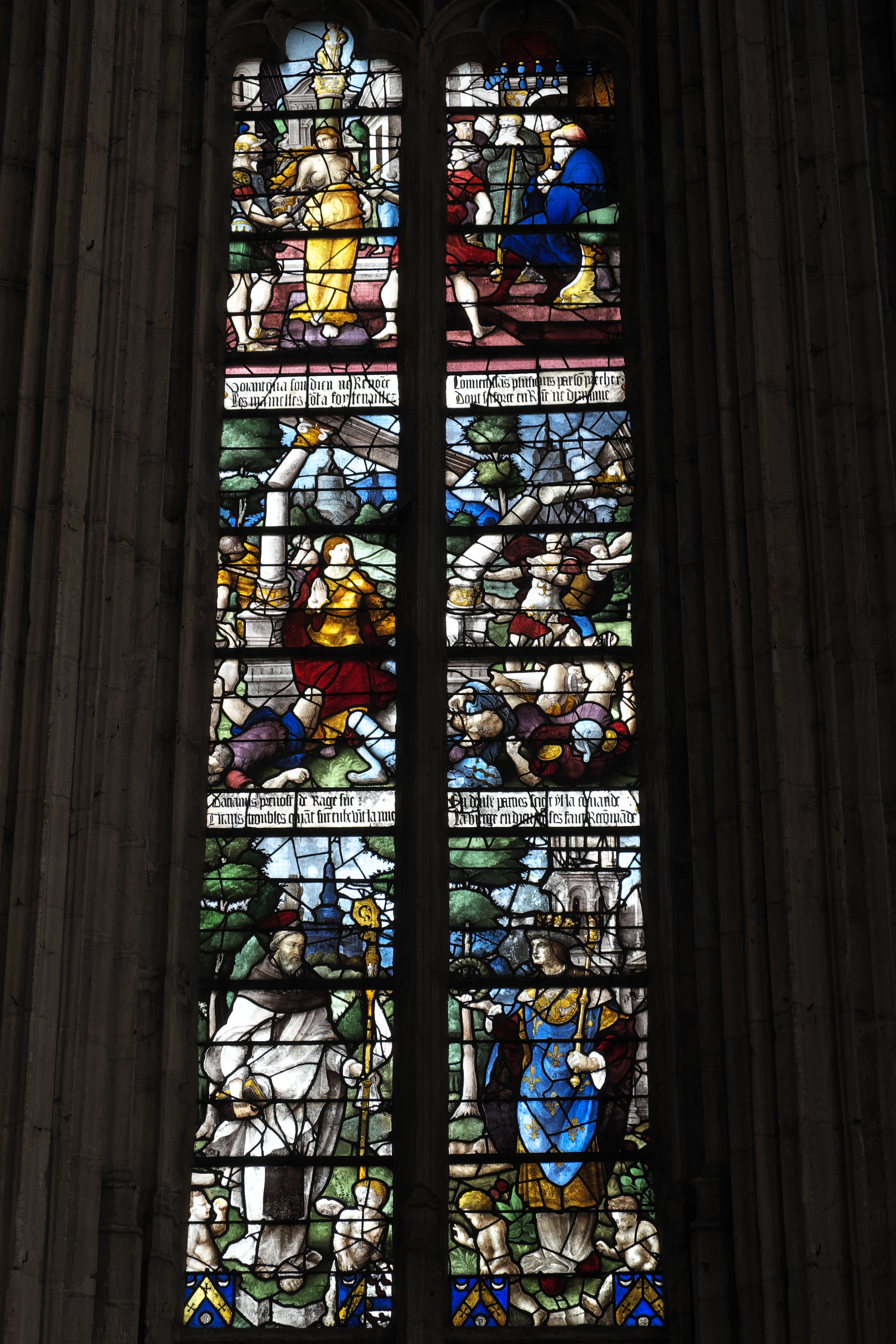
Vitrail C : Scènes de la vie de sainte Foy

Les parties inférieures décrivent des scènes de la vie de sainte Foy et de son martyre. Chaque scène est assortie d'une description en français sur deux lignes, en écriture gothique.
La plupart des panneaux inférieurs des baies extrêmes (A, B, F et G) ont été détruits lors de la construction du toit de sacristies, et restaurés de 1875 à 1880 par les peintres-verriers Charles Leprévost (-1903) et Adolphe Charles Edouard Steinheil (1850-1908),.

#### Vitrail A: Enfance de saint Foy
- Naissance de sainte Foy
- Éducation de sainte Foy
- Prédication de sainte Foy

#### Vitrail B: Persécution
- Sa mère l'encourage dans sa foi[10].
- Sainte Foy devant Dacien

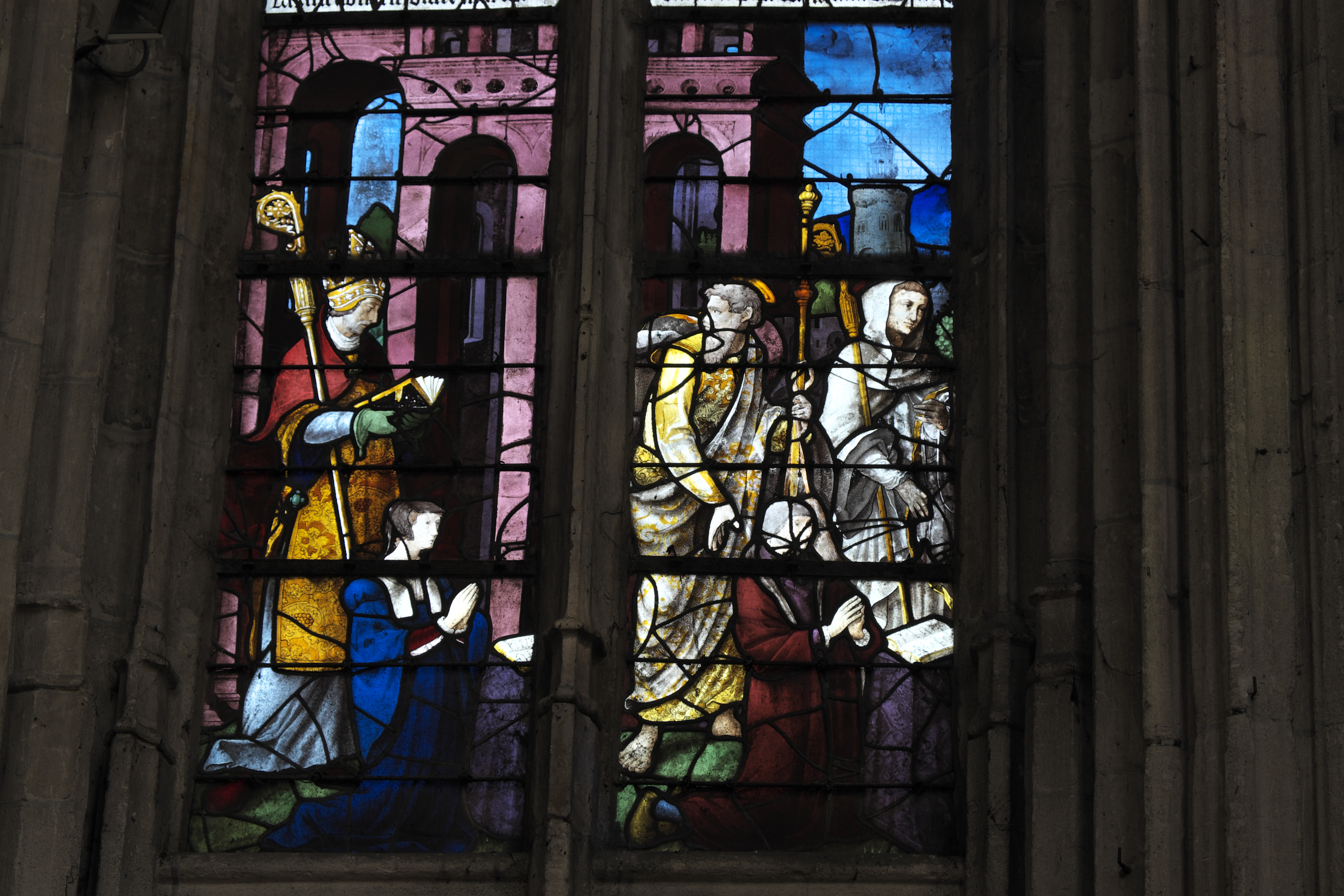
Vitrail B. Détail

- Dans le registre inférieur, Nicolas Baudot et sa femme ; tous deux sont agenouillés, mains jointes. L'évêque Nicolas, à gauche, patronne Nicolas Baudot, saint Benpît et saint Roch patronnent sa femme, à droite.

#### Vitrail C: Supplices
Ce vitrail est inspiré d'un carton d'Aldegrevers que Romain Buron a copié, y compris la signature.
- Supplice des tenailles des seins de sainte Foy ; le buste de la sainte et la partie gauche de l'inscription sous la scène sont restaurées)
- Effondrement du palais sur les soldats venus violer la sainte avant son supplice ; les panneaux supérieurs de la lancette droite recomposés par Leprévost.
- Benoît ou Nicolas et Louis IX ; l'abbé dans la lancette gauche est identifié, ainsi que les armoiries. Deux suggestions sont formulées[3] : Saint Nicolas, évêque de Myrrhe avec sa crosse épiscopale et les Évangiles, ou saint Benoît et la règle bénédictine avec la crosse tournée vers lui.

Dans la partie inférieure, les armoiries des donateurs portées par de putti aux armes de la famille Le Vavasseur (abbés de l'abbaye de Conches) et réalisés d'après la gravure d'Heinrich Aldegrevers Quatorze enfants dansant en rond au son du violon et de la trompette. La tête originale du putto de droite est conservée dans une collection particulière. Les figures sont très restaurées, surtout celle de saint Louis, dont la partie inférieure a été brisée lors d'un cambriolage en 1865.

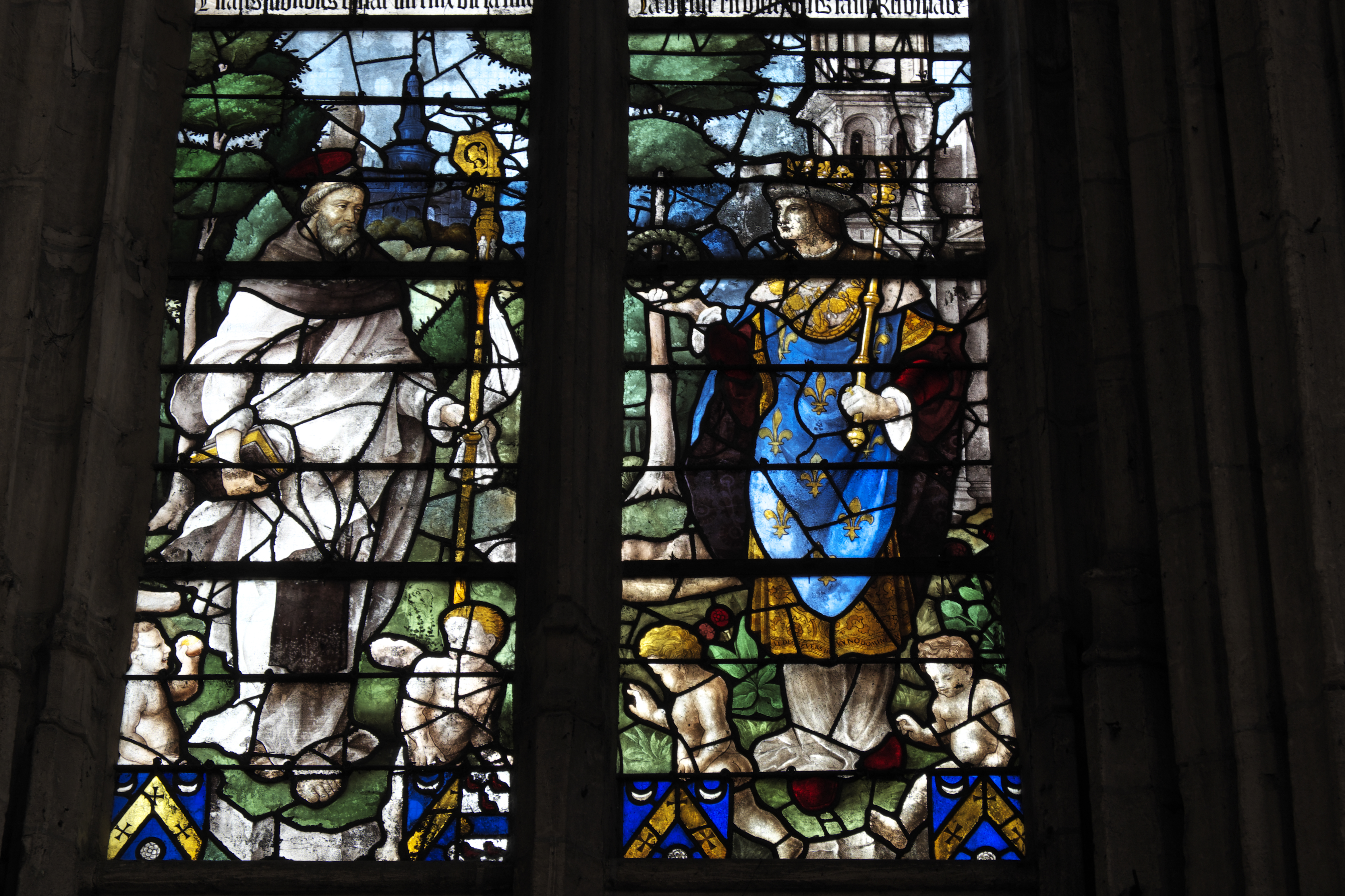
Vitrail C, détail : Benoît ou Nicolas et Louis IX
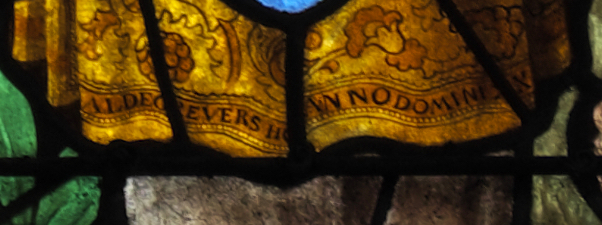
Vitrail C, détail : galon du manteau de Louis IX

#### Vitrail D (0): Martyre de sainte Foy

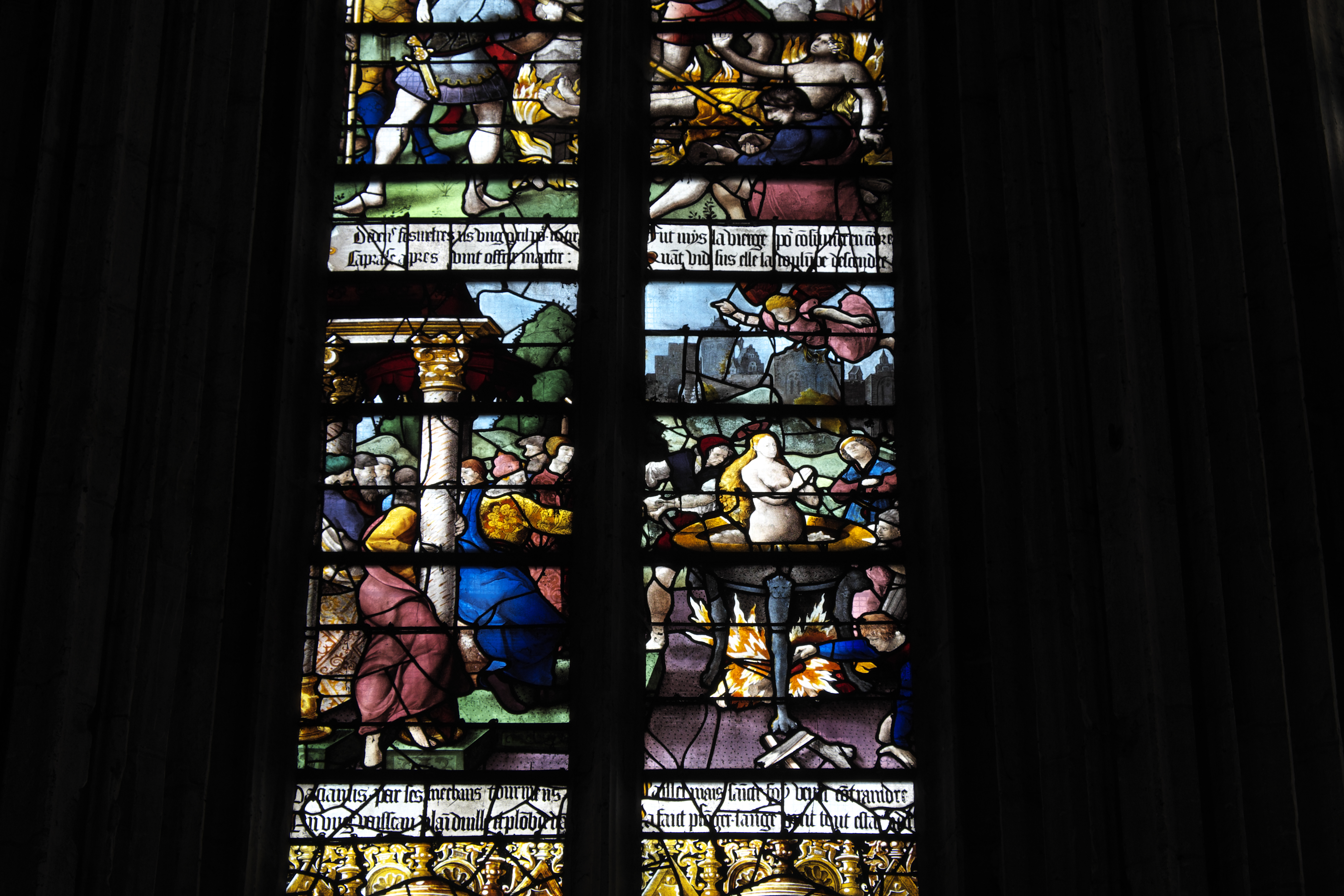
Vitrail D. Martyre de sainte Foy.

- Sainte Foy est couchée sur un gril, entourée de flammes ; une colombe lui apporte la couronne du martyr.
- Sur la lancette droite, sainte Foy est plongée dans un chaudron ; un bourreau regarde un ange descendre du ciel pour éteindre le feu. À gauche, Dacien. D'après la gravure de Marcantoine Raimondi Le martyre de sainte Cécile. Le buste de la sainte est remplacé par une copie lors de la restauration de 1875-1880, l'original est au Duke University Museum of Art[1] (maintenant le Nasher Museum of Art).

Dans la partie des donateurs, à gauche saint Pierre avec la clé et saint Paul avec son épée ; tous deux sont les patrons de l'abbaye de Conches. À droite Jean Le Vavasseur, abbé de Conches de 1526 à 1556, sous la protection de Jean le Baptiste (panneau inférieur et tête du donateur restaurés).

#### Vitrail E (2): Décollation

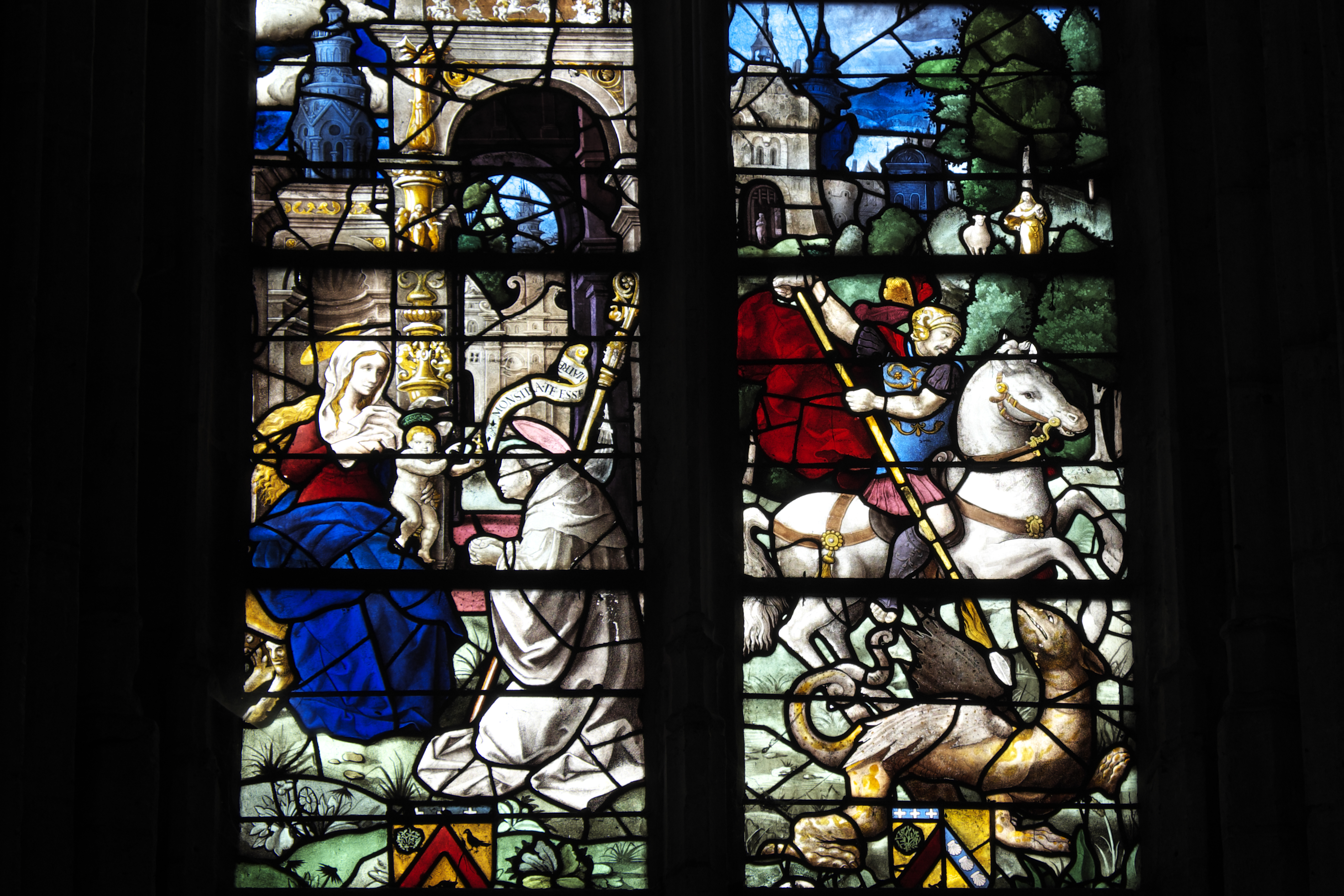
Vitrail E.Saint Bernard devant la Vierge, et saint Georges combattant le drangon.

- Martyre de saint Caprais au corps déchiré par des griffes de fer
- Décapitation de sainte Foy
- Adoration de la Vierge par saint Bernard, d'après une gravure de Dirck Vellert, sur le phylactère « Monstra te esse matrem », combat de gladiateurs dans le décor architectural d'après une gravure de Georges Pencz, à droite saint Georges combattant le dragon, armoiries, peut-être de l'abbé Jean Le Vavasseur.

#### Vitrail F (4): Inhumation
- Sainte Foy est parterre, la tête détachée du corps, contemplée par sa mère ; le décor architectural est réalisé d'après deux estampes de la suite des sept planètes par Georges Pencz
- Inhumation : le corps de sainte Foy est cousu dans son linceul. À l'arrière-plan en grisaille un château. Présence de notables et de malades guéris.
- Jean l'Évangéliste à Patmos à gauche, Jean-Baptiste à droite
- Le couple de donateurs est en prière, vitrail de Leprévost (1875-1880).

#### Vitrail G (6): Pèlerinage
- Sainte Foy monte au ciel, accompagnée d'anges. En bas, devant un château fort, deux anges présentent les blasons de Conches
- Mort de sa mère
- Pèlerinage à l'église Sainte-Foy de Conques. Sur la châsse, on peut voir l'image des quatre évangélistes.

Un cartouche signale que le vitrail a été restauré en 1879.

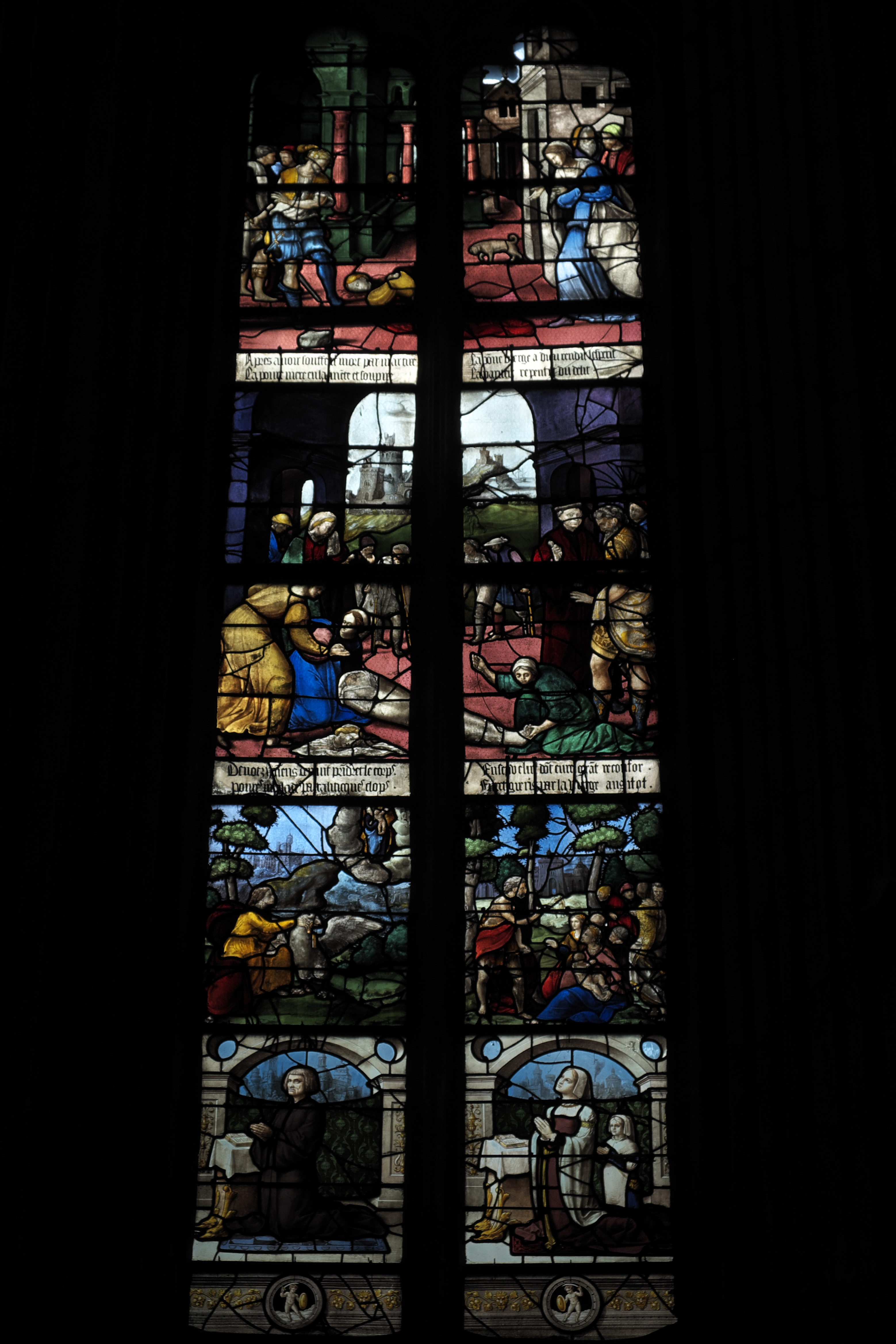
Vitrail F. Inhumation.
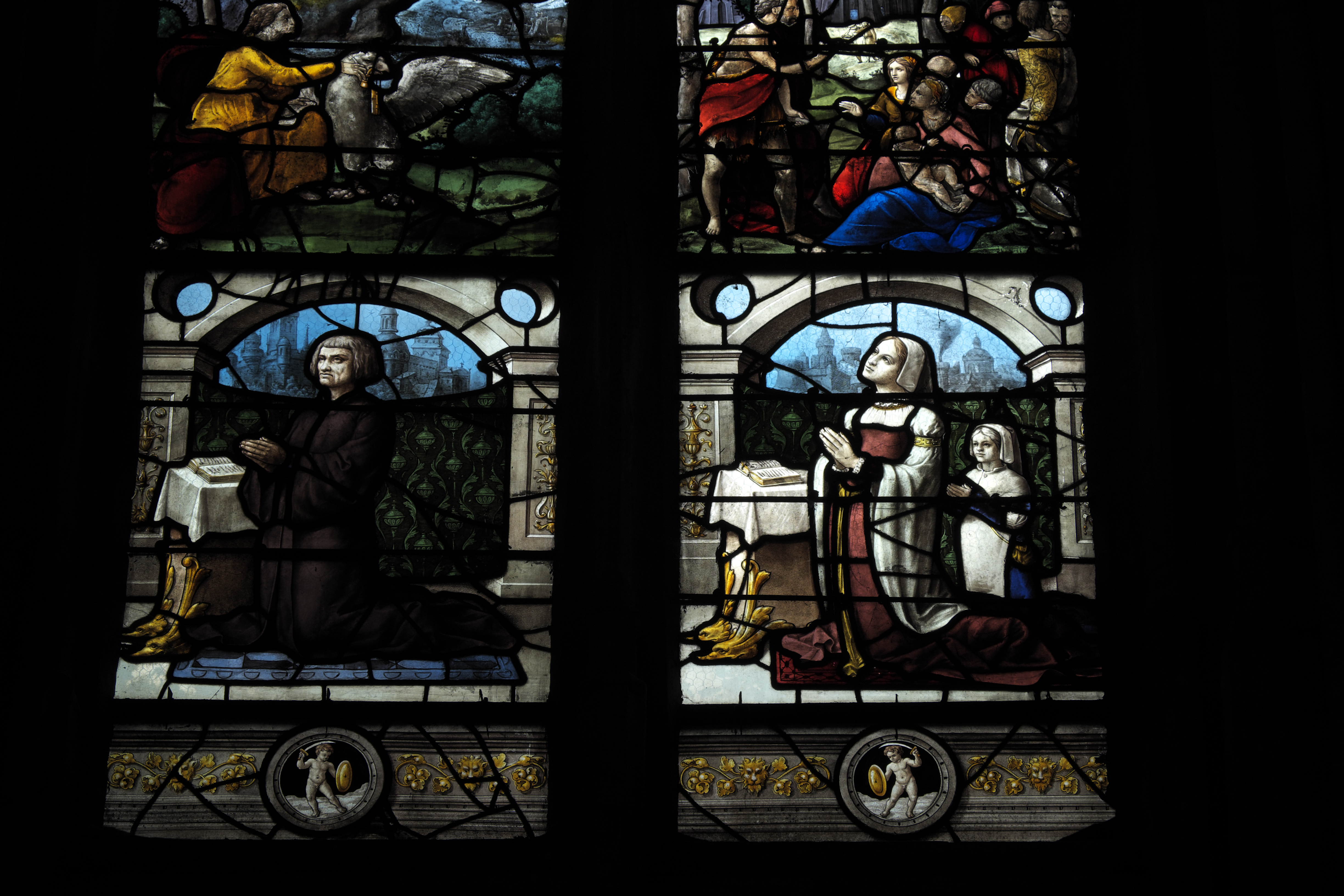
Vitrail F (détail). Donateurs.
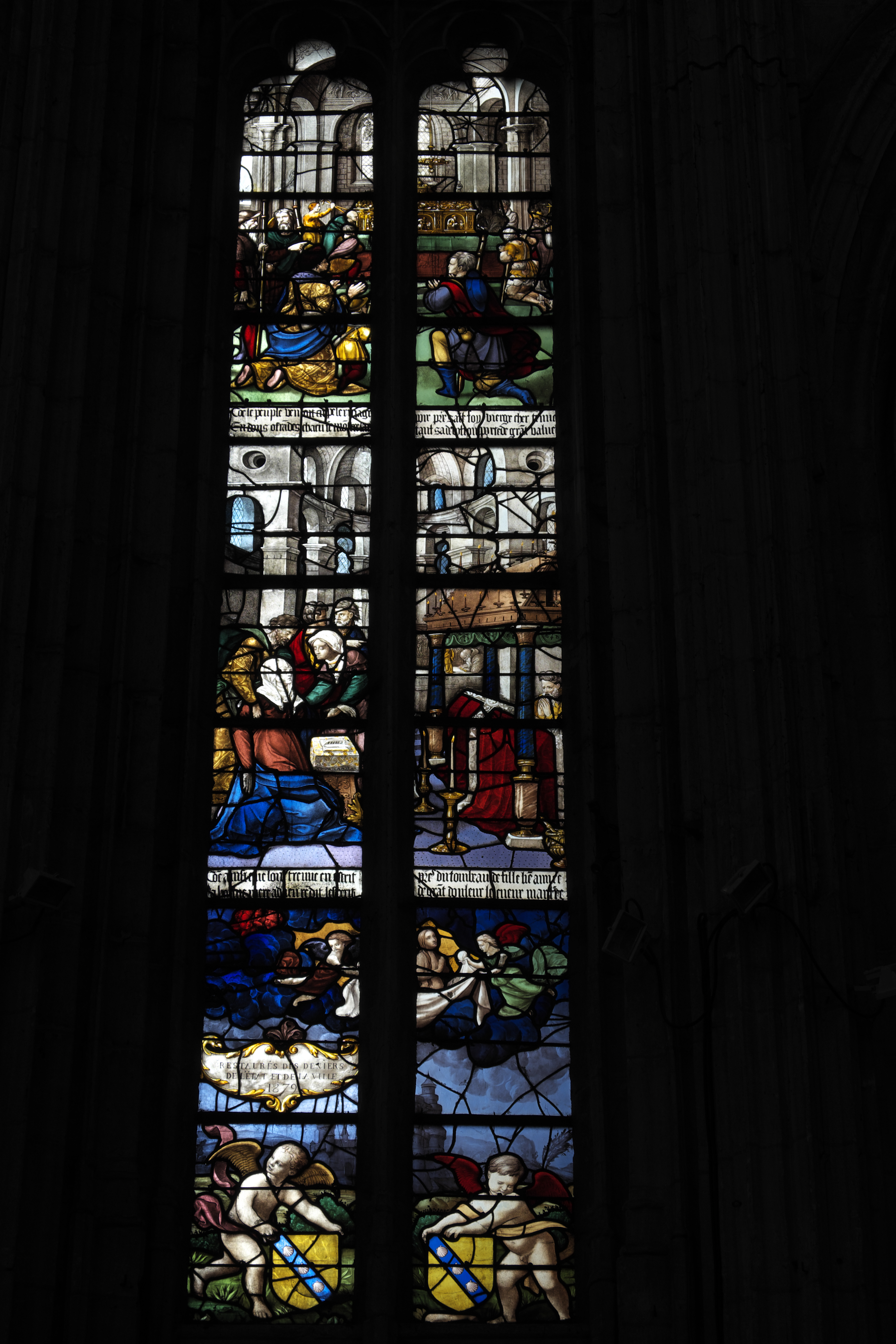
Vitrail G. Pèlerinage.
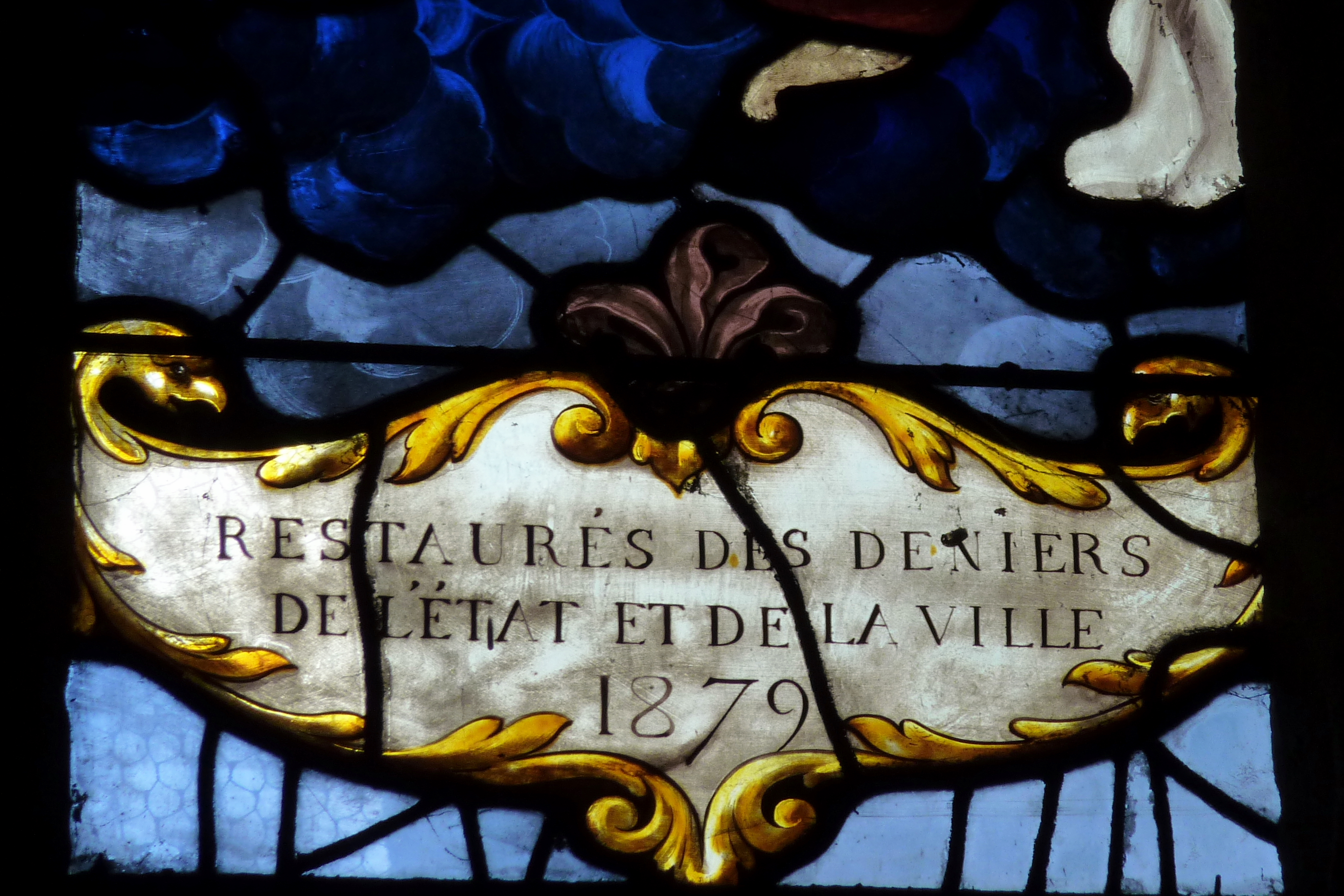
Vitrail G (détail).Cartouche

## Vitraux de la nef

### Collatéral nord
Le thème général du collatéral nord est la célébration d la Vierge Marie.

#### Vitrail N1 (7): Notre Dame de Bon secours

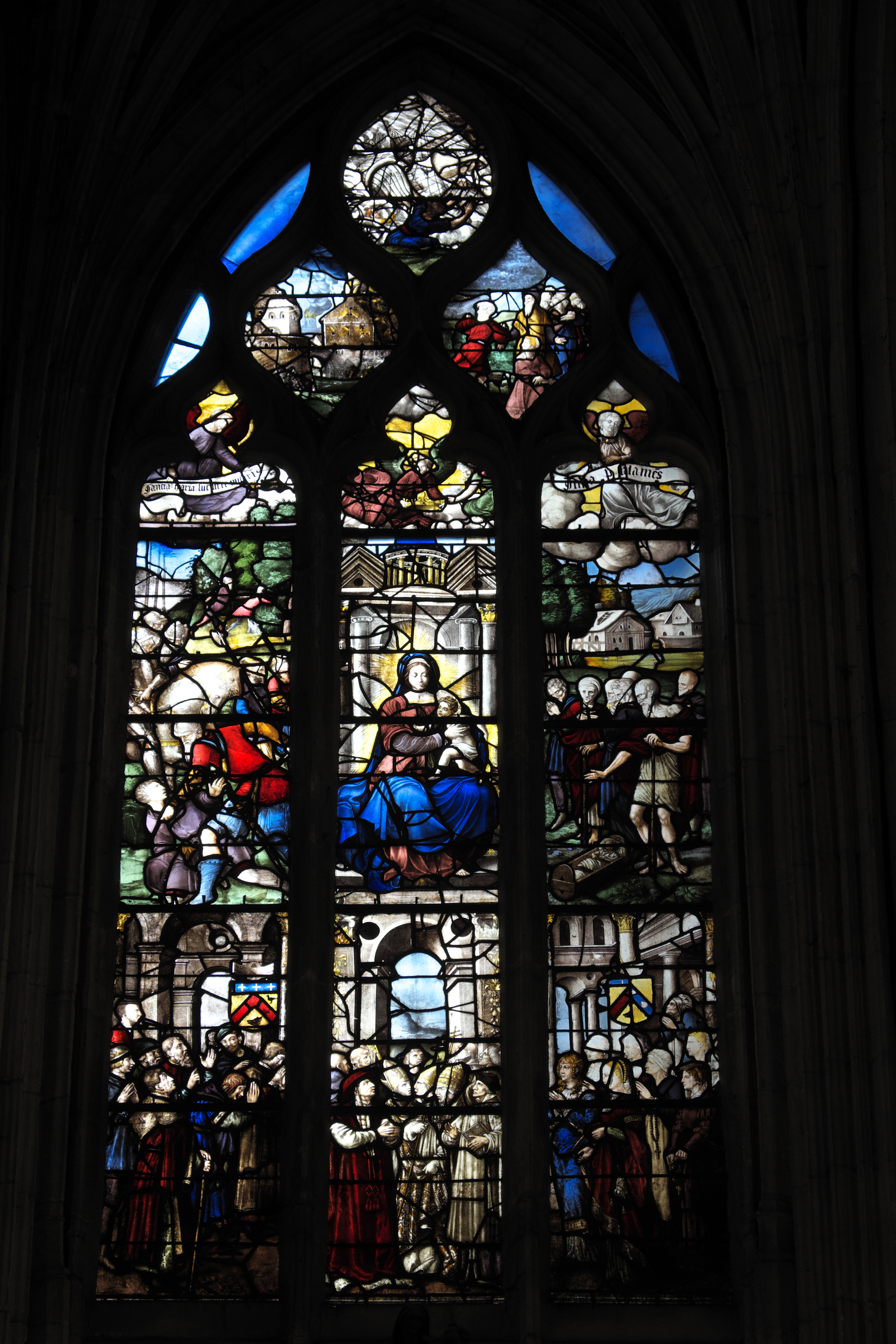
Notre Dame de Bon secours

La Vierge est assise dans une niche de style Renaissance imitant une architecture antique, d'après une gravure de Marcantonio Raimondi. Au-dessus d'elle, une couronne fleurdelisée tenue par deux anges ; à ses pieds papes, cardinaux évêques et religieux. Sur la lancette gauche, une scène de violences, avec des cavaliers en armes qui terrassent des gens sans défense. À droite, des hommes miséreux, un enfant mort dans son berceau, des chaumières en ruine. Dans les lobes, une tempête évoque le désespoir.

#### Vitrail N2 (8):Nativité

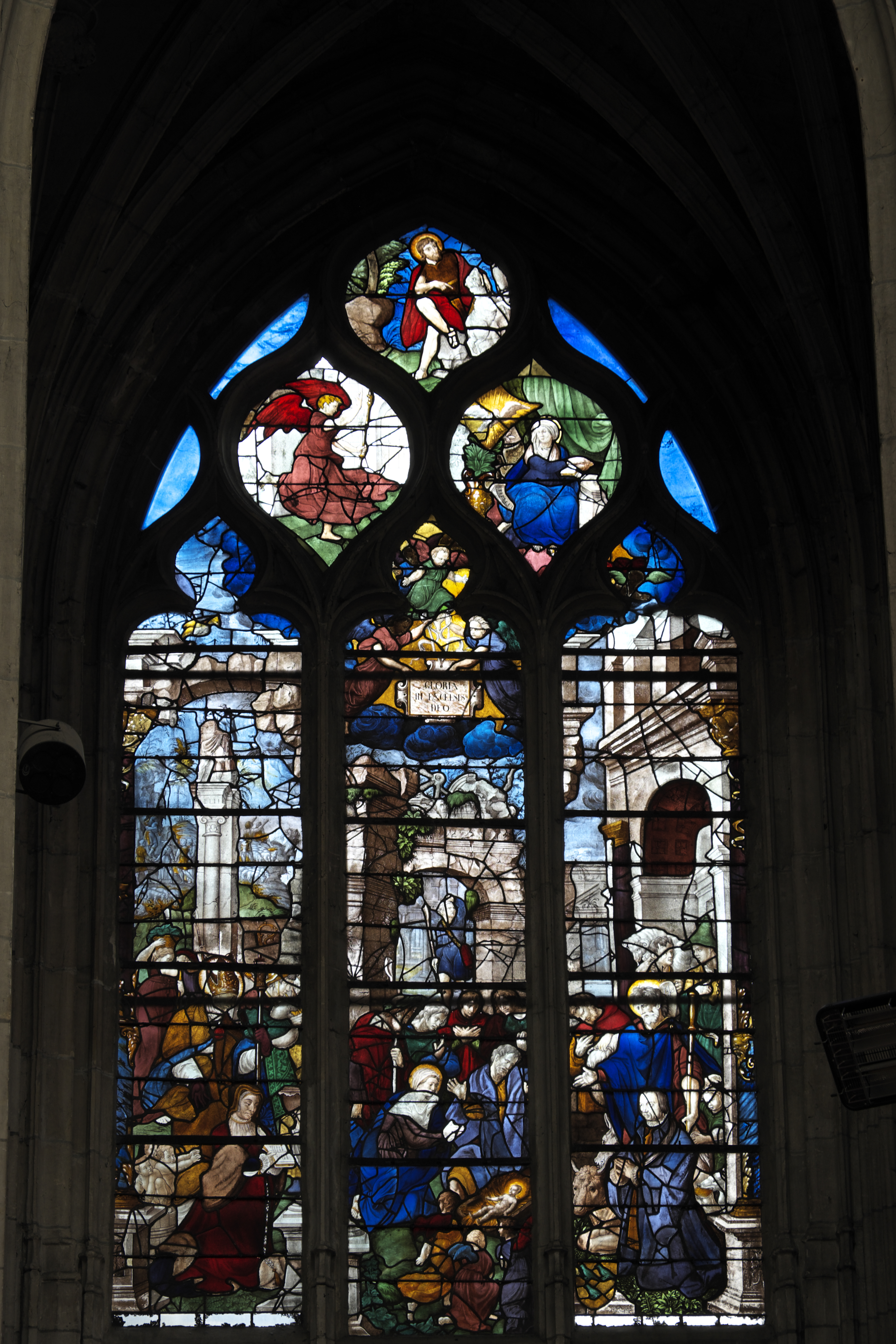
Nativité.

Vitrail daté de 1540, donateurs Nicolas Baudot et son épouse
Au centre, Marie et Joseph autour de l’enfant Jésus dans un berceau de paille. Au-dessus, deux anges entourés de nuages ; une foule gesticulante entoure le berceau. À droite le donateur présenté à Marie par son patron saint Roch et son chien ; à gauche la donatrice présentée par saint Nicolas et les trois enfants. Dans les lobes, l'annonciation. Jean le Baptiste montre du doigt un agneau. Un placard dans le haut avec l'inscription « Gloria in excelsis Deo ».

#### Vitrail N3 (11): L'Immaculée Conception

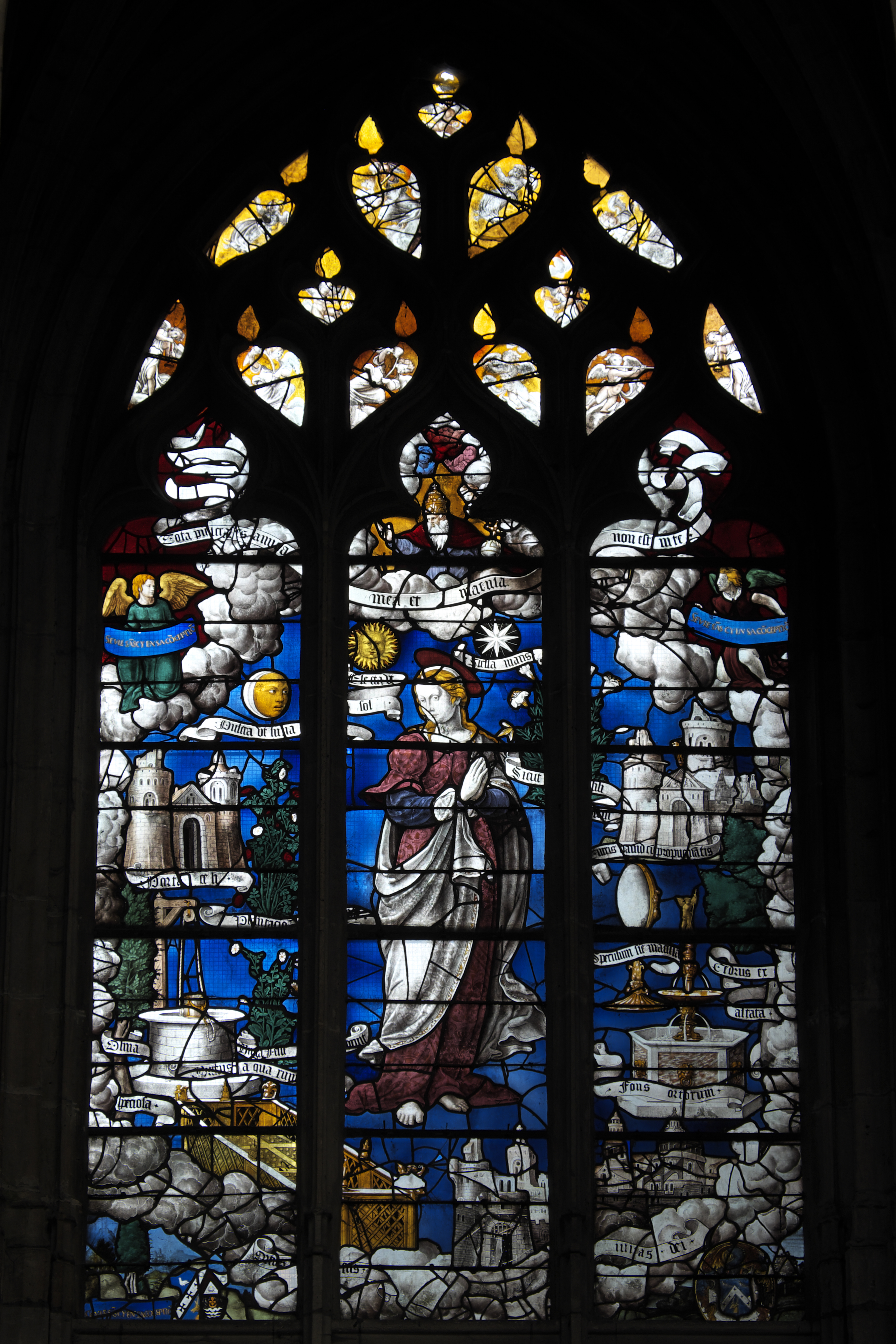
L'Immaculée Conception

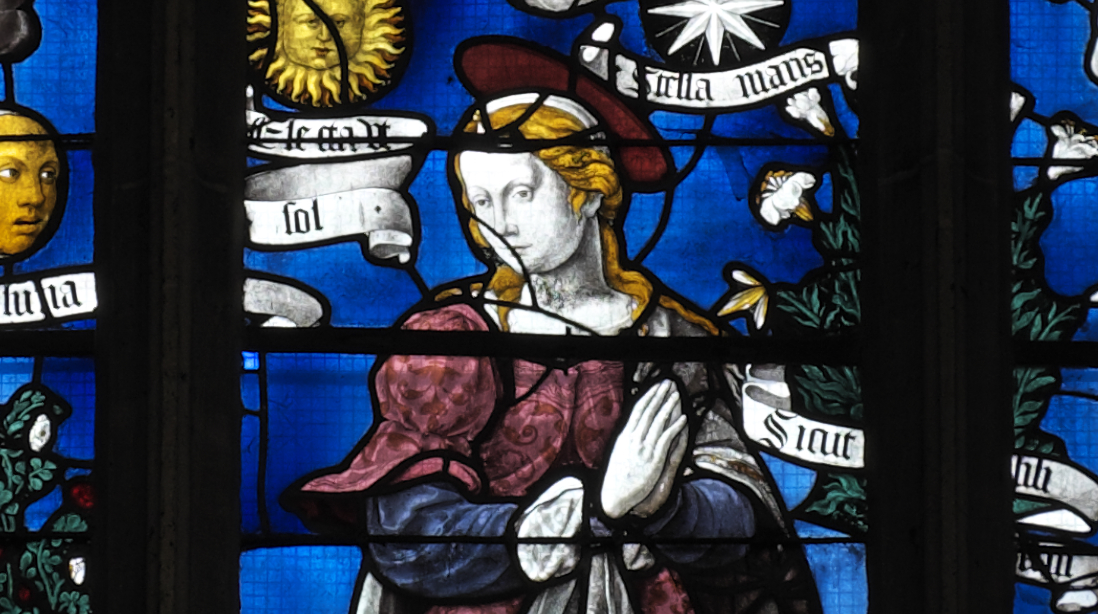
Vitrail de l'Immaculée Conception (détail).

La baie est datée de 1540 environ et attribuée à Romain Buron. Au centre Marie auréolée en robe pourpre et manteau blanc. De chaque côté, un phylactère tenu par des anges avec l'inscription « Seule sãs cy en sa Conception ». La vierge est entourée de litanies et d'emblèmes bibliques. On voit le miroir de la justice, la tour d'ivoire, l'étoile du matin. Au-dessus le soleil et la lune. Dans le trilobe Dieu avec le globe. En bas les blasons des familles Le Sex-Vattelot et Rassent.

#### Vitrail N4 (13):Annonciation

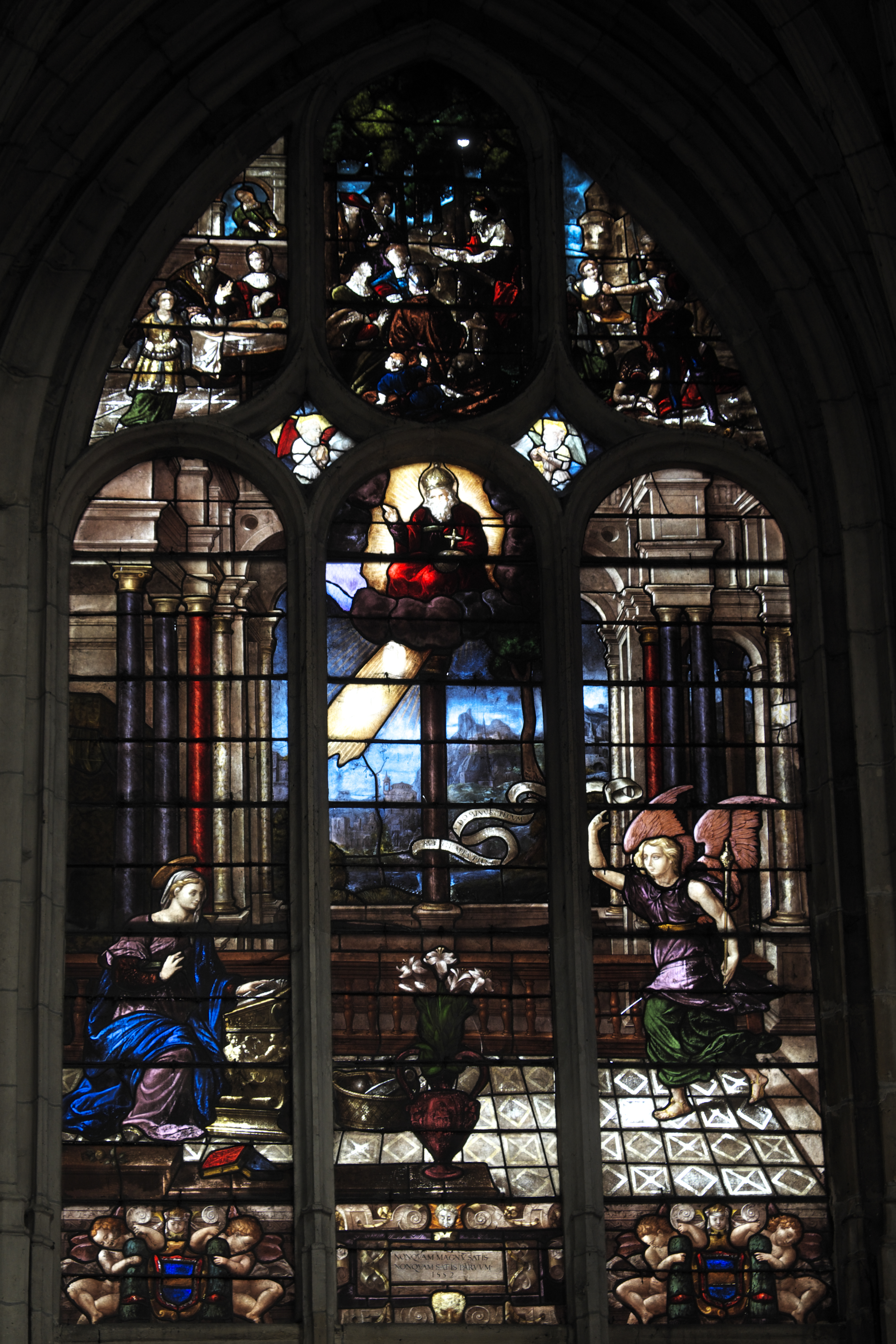
Annonciation.

La verrière a été détruite en 1866 dans l'incendie des ateliers de Maréchal, puis refaite suivant le calque des frères Laumonnier. Donateur Jean Le Tellier.
À gauche, Marie feuillet un livre. À droite, l'ange Gabriel désigne à Marie le phylactère « Ave gratia plena, Dominus tecum ». Au centre, un vase remplis de lys. En haut, Dieu domine la scène sur un nuage. Des rayons vont vers la Vierge, dans lesquels on peut voir la colombe du Saint-Esprit, ainsi qu'une hostie représentant l'enfant Jésus. Dans les lobes, Jean le Baptiste prêche dans le désert ; à gauche, la danse de Salomé devant Hérode ; à droite, présentation de la tête de Jean à Salomé. En bas, le blason du donateur tenu par des anges, et au centre un cartouche avec la date 1552.

#### Vitrail N5 (15): Le Triomphe de la Vierge

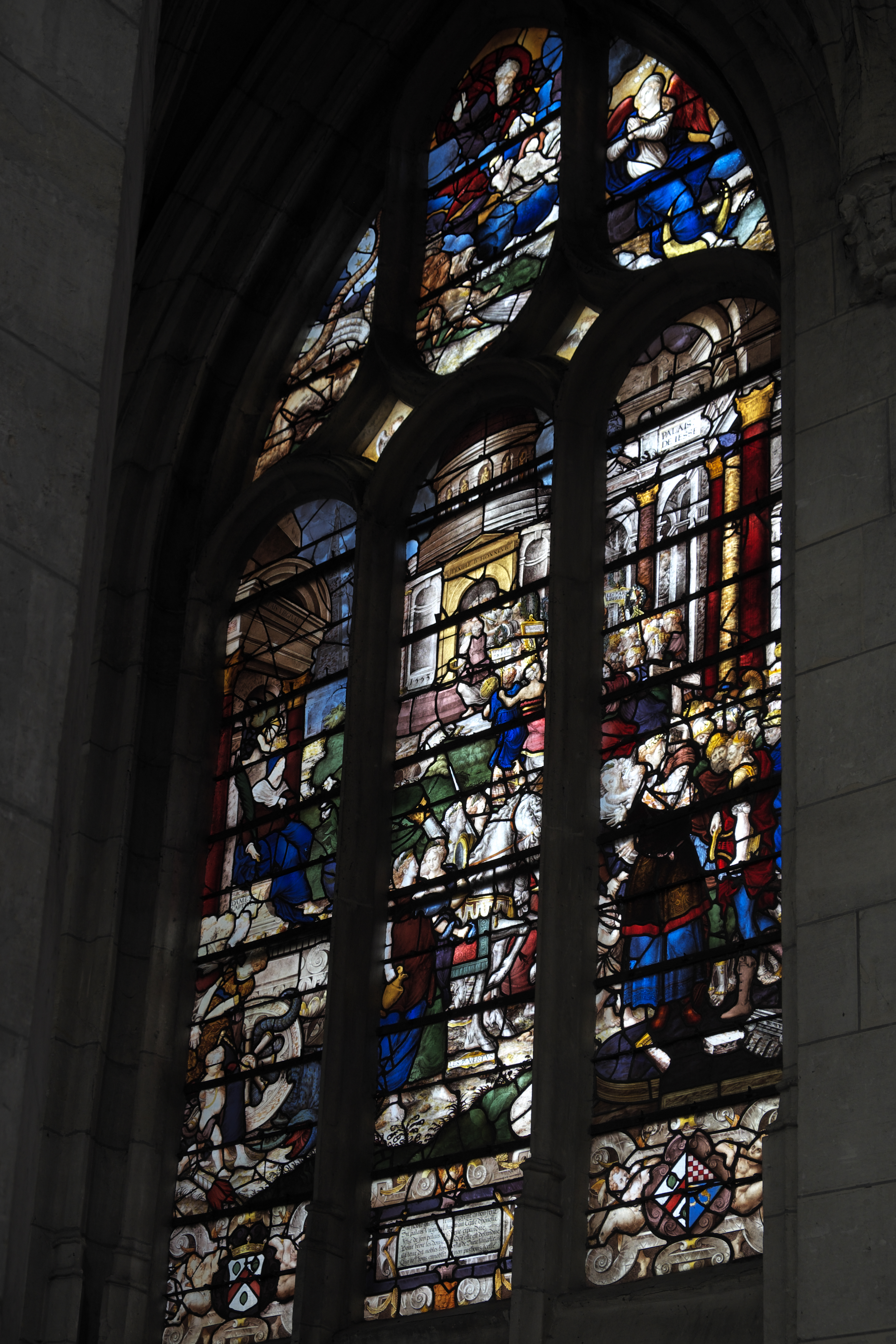
Le Triomphe de la Vierge

Le vitrail est offert en 1553 par Pierre de Coudray, vicomte de Conches et son épouse Jeanne de Croixmare. La représentation est inspirée par la Révélation. Elle suit une gravure extraite du livre d'heures de Geoffroy Tory (1531), et est attribuée à l'École de Fontainebleau Elle montre Marie, assise sur un char antique escorté par des licornes et écrasant un monstre. De nombreuses inscriptions accompagnent les scènes. Au centre (inscription en haut « temple d'honneur ») les sept vertus (inscription « Les 7 vertus »): tempérance (aiguière), force (colonne), foi (croix), prudence (serpent et miroir), justice (balance), charité (porte un enfant) et espérance (ancre). Les sept arts libéraux sont représentés par des femmes richement vêtues. Sur la lancette droite, Jessé et les douze rois de Judée (inscription « Temple de Iesse »).

#### Vitrail N6 (17): Présentation de Jésus au Temple

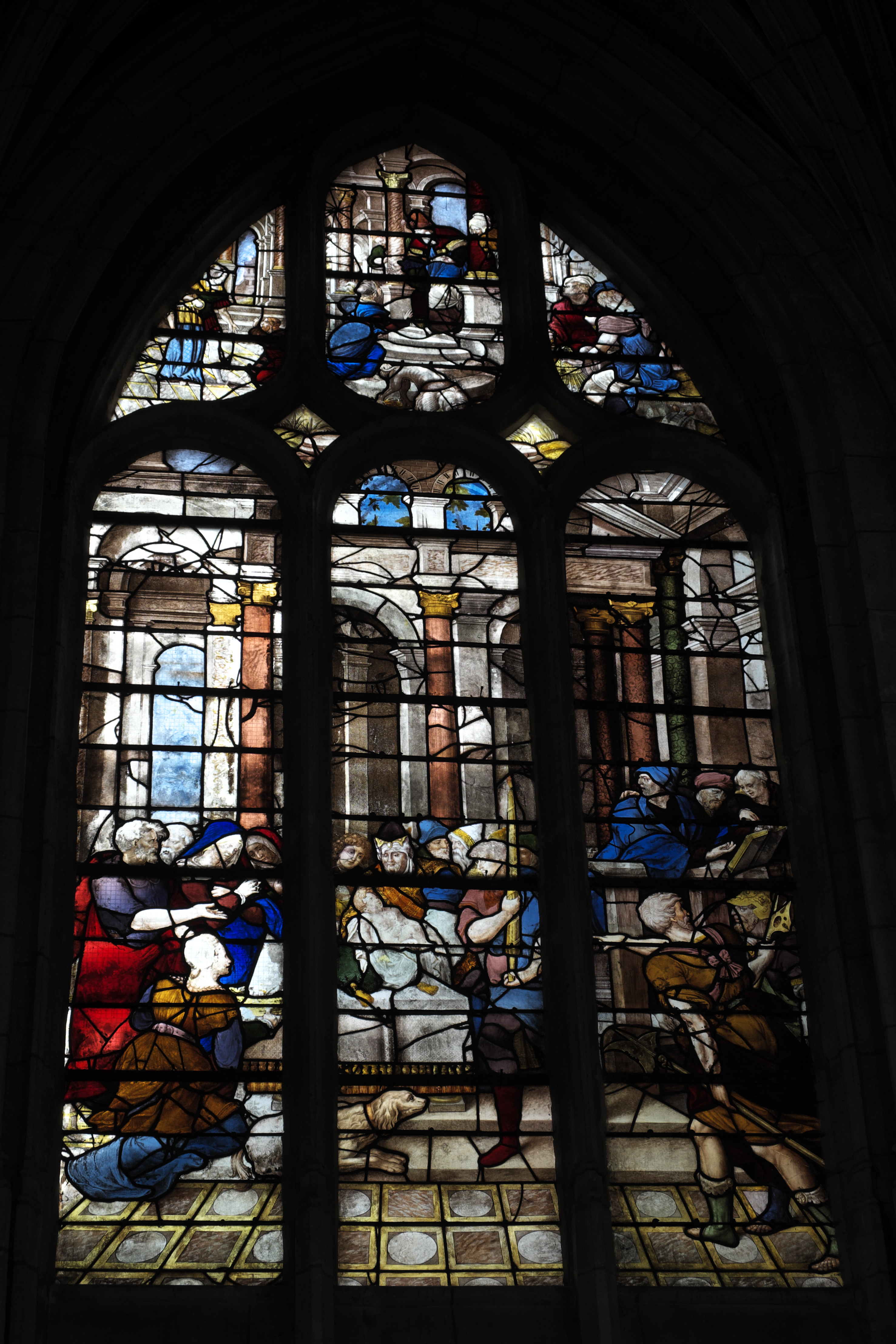
Présentation de Jésus au Temple

La baie est probablement une œuvre de l'atelier de Laurent Marchant de Paris, le successeur de Jean Chastellain, et daté de 1550 environ. Il décrit la présentation de Jésus au Temple. Donateur Jean Baptiste Berthelot. À gauche Marie, debout, les mains croisées sur la poitrine et accompagnée de Joseph, contemple l'enfant qu'elle vient de confier au grand-prêtre. Une femme à genoux présente les deux colombes associées à l’offrande. À droite, deux soldats romains, et à l'arrière un personnage qui montre à deux autres personnes les prophéties annonçant la venue du Messie dans un livre. Dans les lobes, Marie enfant se présente au temple, à gauche le pardon de la femme adultère.

#### Vitrail N7 (19): Vierge à l'enfant

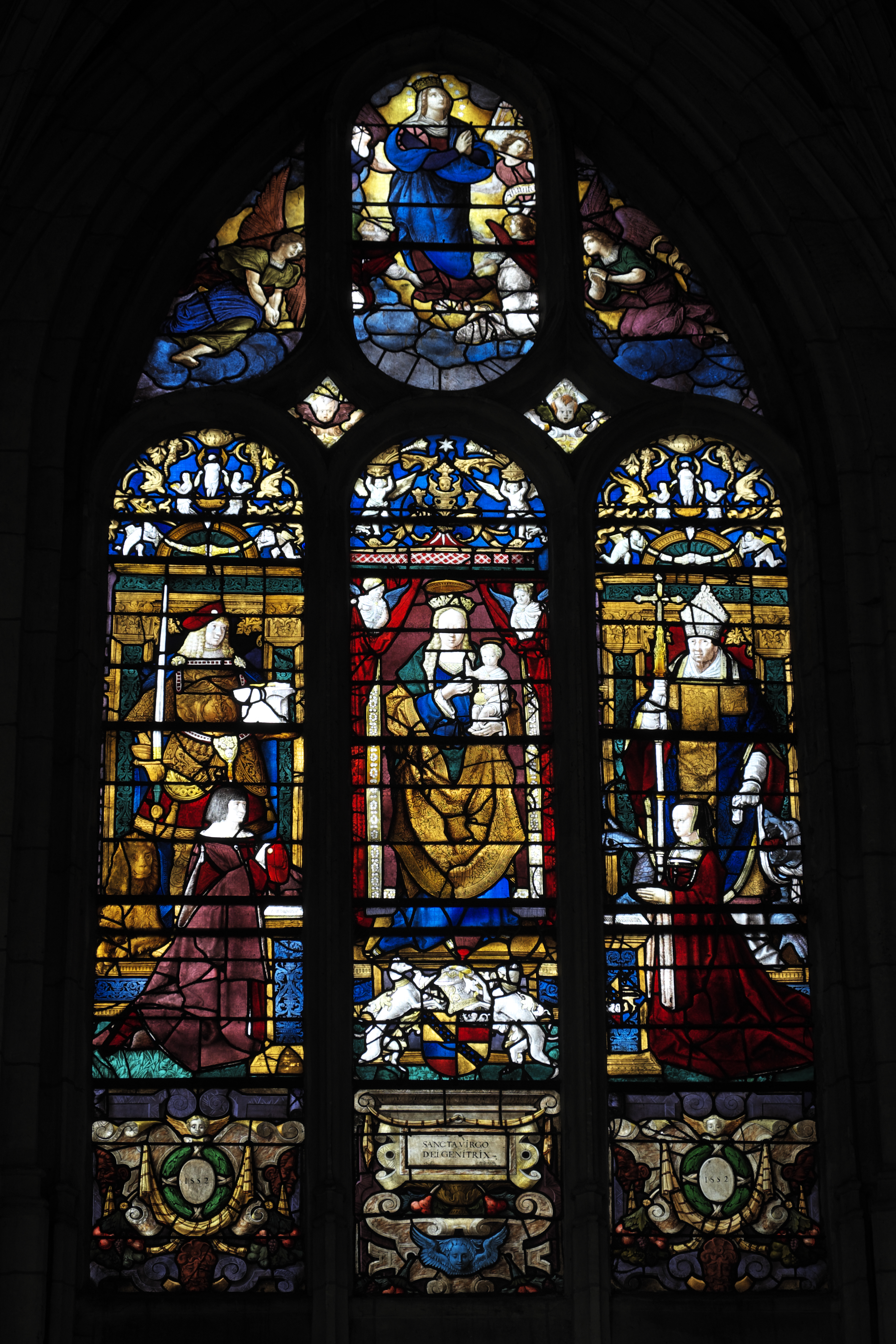
Vierge à l'enfant

Ce vitrail est un don de Guillaume Toustain de Frontebosc et de son épouse Anne de Croixmare. Il est daté vers 1510 et provient de l'église antérieure. Il est l'œuvre d'Arnoult de Nimègue. Au centre Marie trônant avec l'Enfant. À gauche Romain de Rouen, à droite Adrien de Cantorbéry. En dessous, les donateurs. Romain de Rouen tient une croix et du bras gauche passe son étole autour d'une gargouille la créature légendaire vaincue par Romain. Adrien tient les outils de son supplice, à savoir une épée et une enclume. Dans les lobes, l'assomption de Marie.

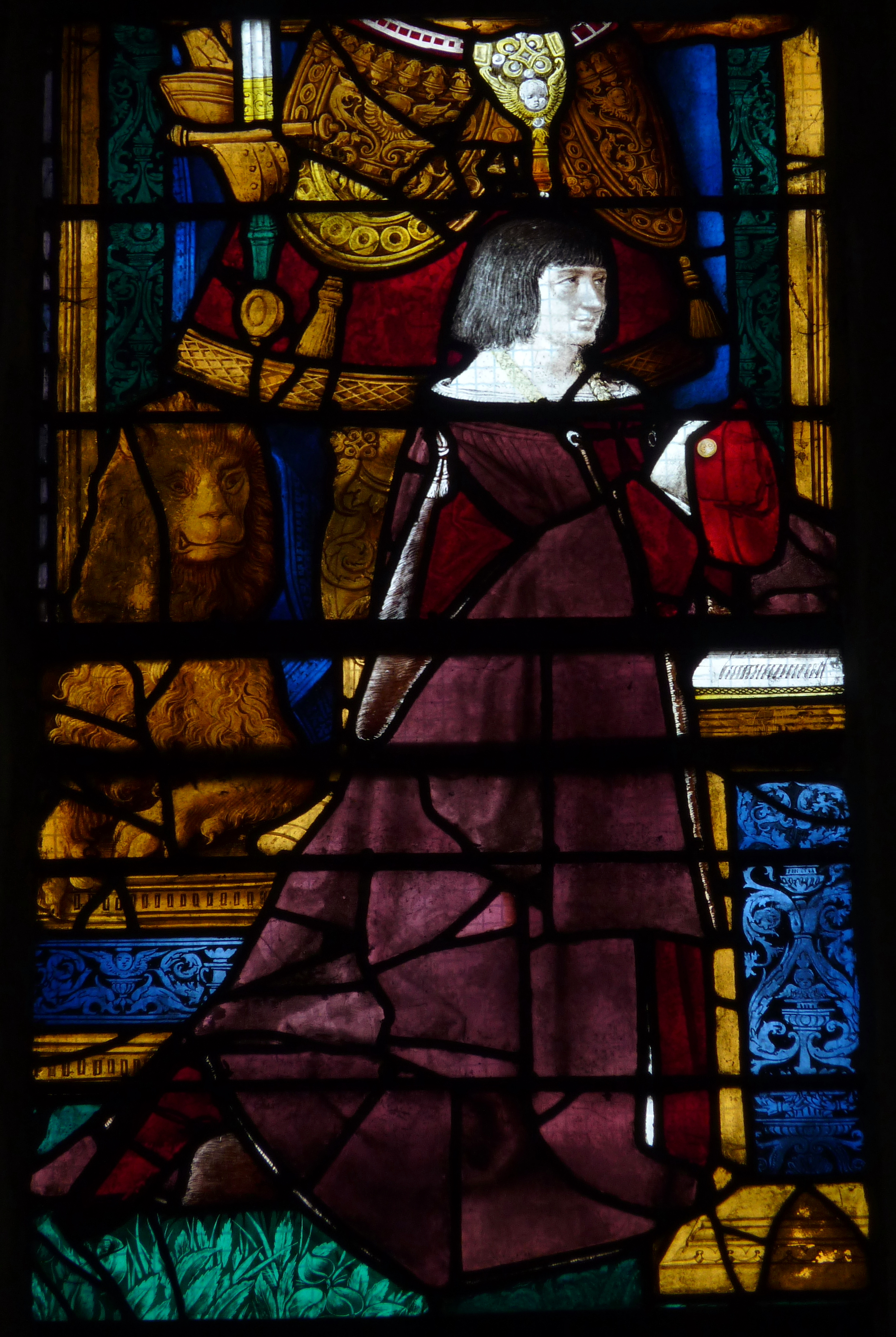
Toustain de Frontebosc
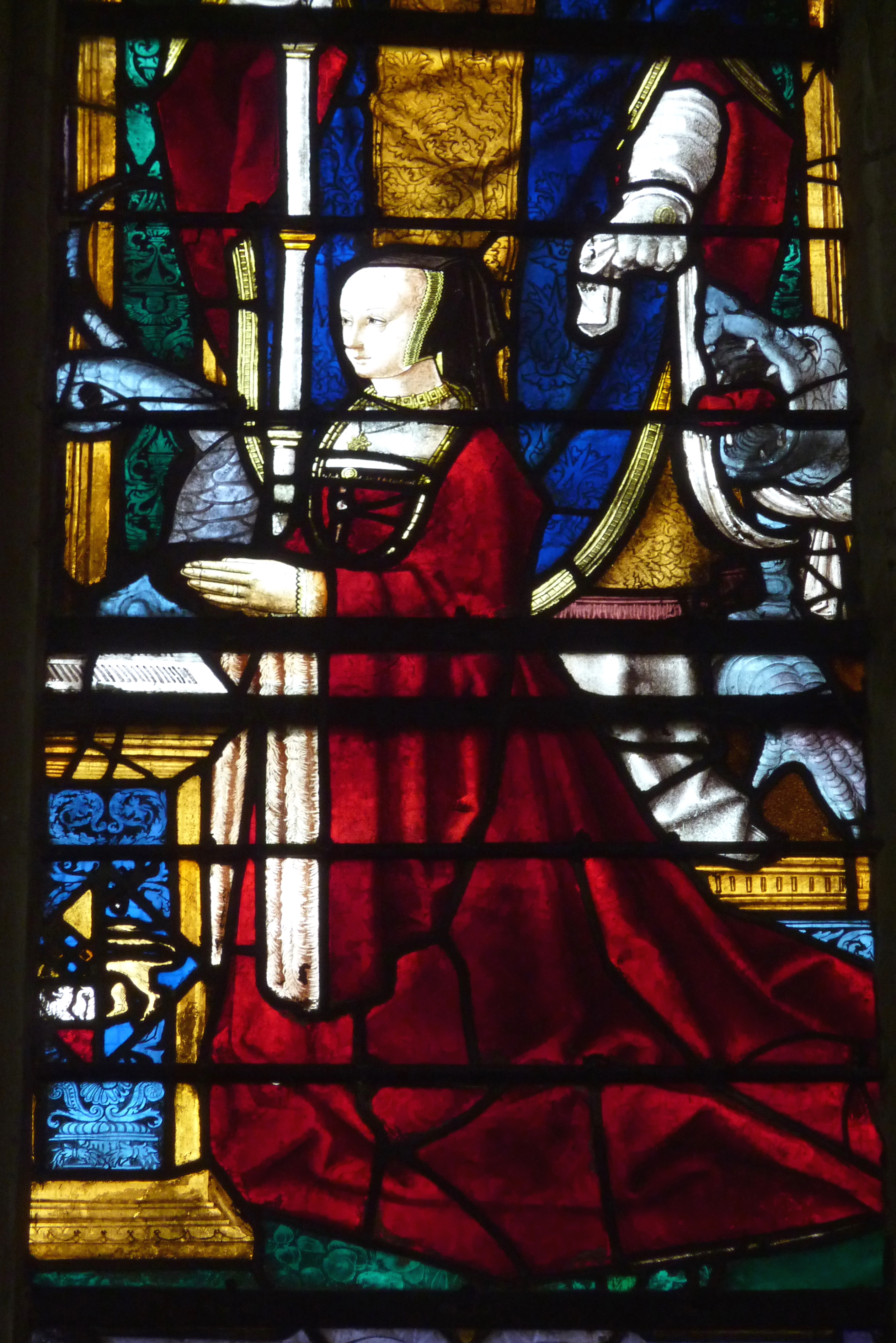
Anne de Croixmare

### Collatéral sud
Le thème central est l'eucharistie.

#### Vitrail S1 (8): Saint Michel

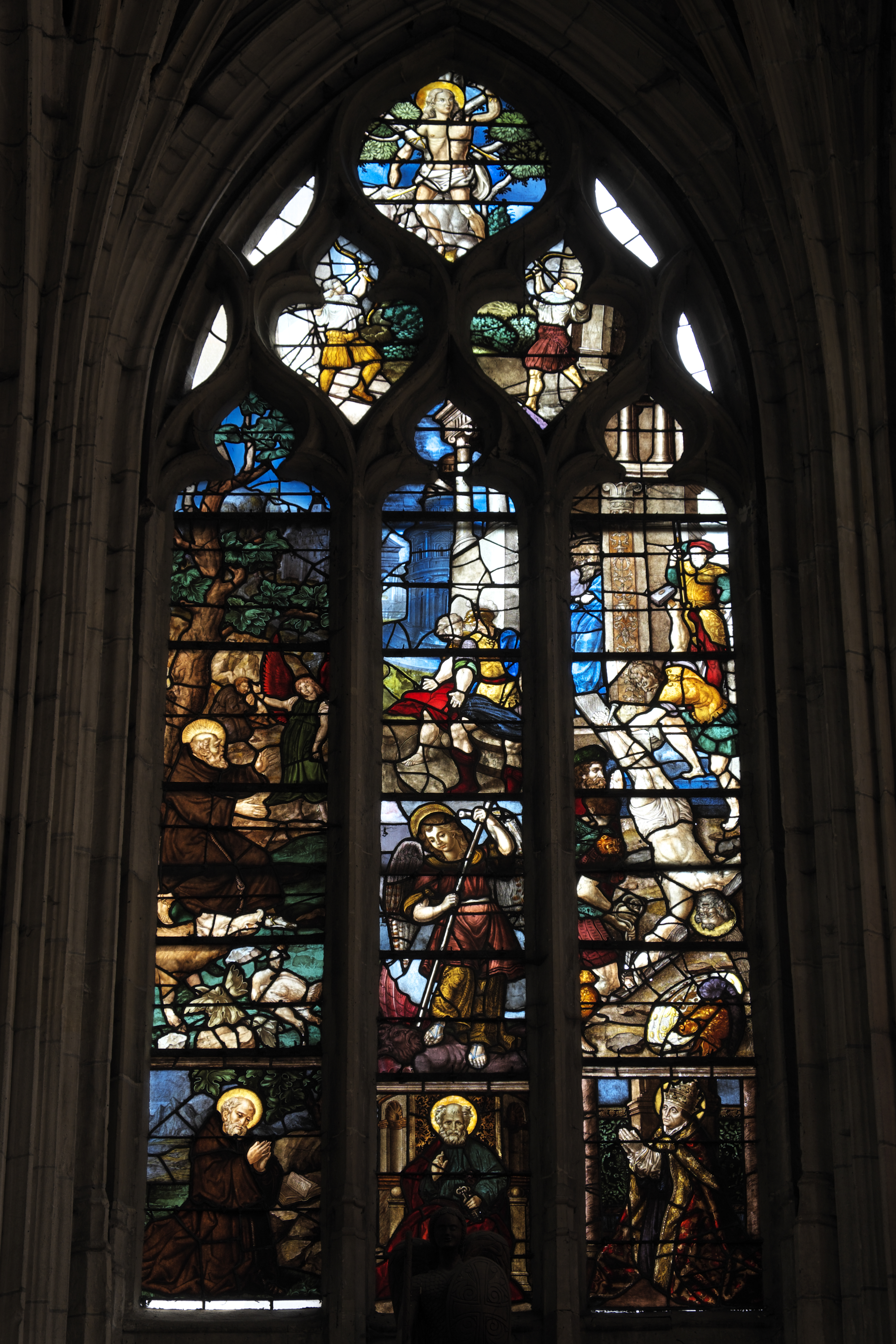
Saint Michel.

Ce vitrail est très fortement restauré, avec des verrières d'origines diverses, par Charles-Laurent Maréchal (dit le Maréchal de Metz) en 1858, qui fait disparaître d'importants éléments originaux. Au centre l'archange Michel terrassant le démon. À droite, le crucifiement de l'apôtre André, la tête en bas. À gauche, la Tentation de saint Antoine, ermite ; la tentation est représentée par le poulet et le cochon. Au tympan, le martyre de saint Sébastien (il était particulièrement vénéré à Conches pour avoir sauvé les habitants pendant une épidémie de peste). En bas, au centre sont Pierre bénissant de sa main droite, à sa droite un pape et à sa gauche saint Antoine en prière ; par Maréchal.

#### Vitrail S2 (10): Le Sacrement de l'Eucharistie

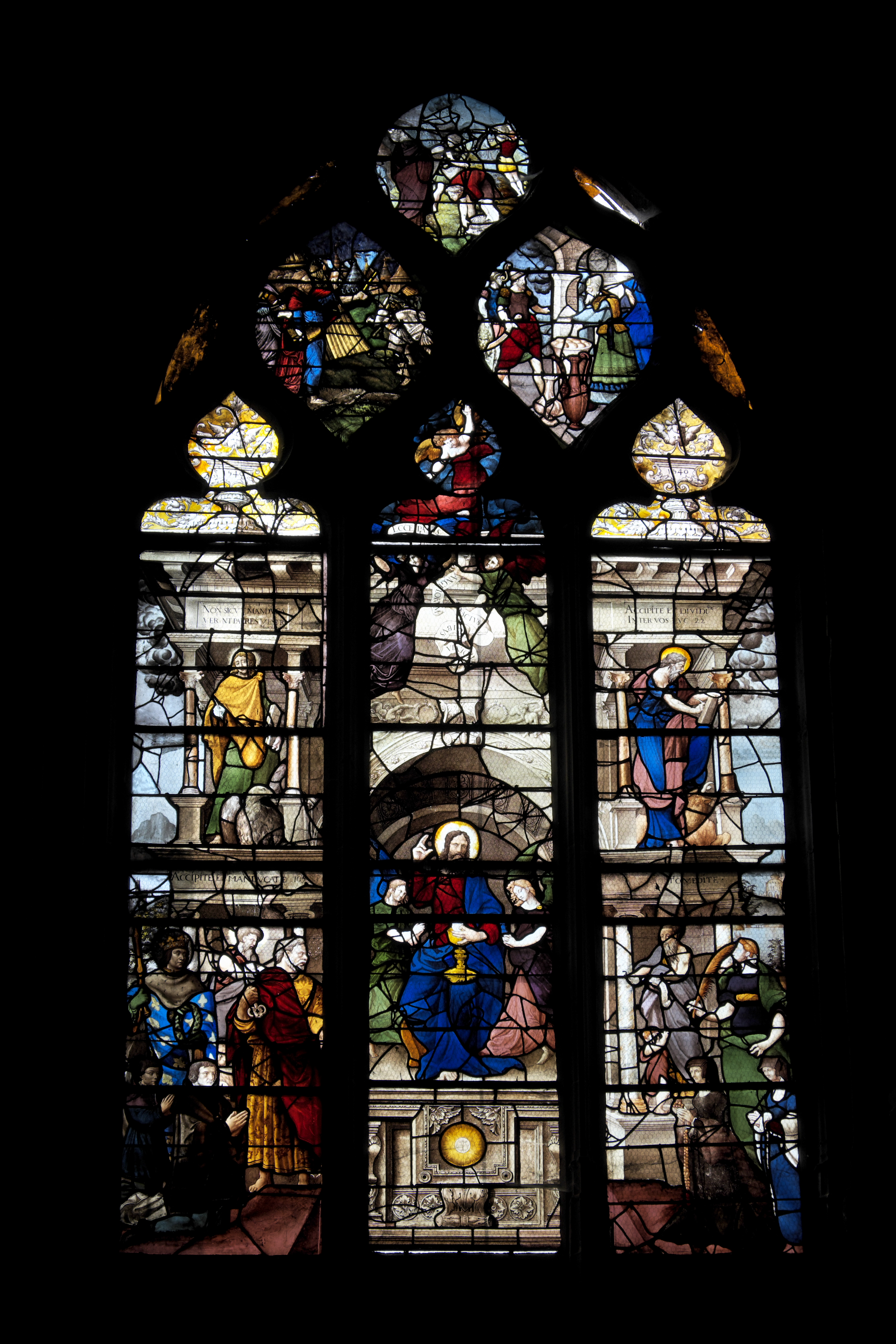
Sacrement de l'Eucharistie.

Le thème du vitrail est le sacrement de l'Eucharistie. Au centre, le Christ bénit un calice, entouré d'anges. Dans les lobes, tout en haut la chute de la manne, à gauche les Israélites ramassant les cailles et à droite, la rencontre d'Abraham et Melchisédech.
Quatre niches encadrent le tableau central en haut avec des évangélistes et des citations de leur évangile : Jean l'Évangéliste en haut à gauche reconnaissable par l'aigle, Luc et le bœuf en haut à droite, enfin Marc et Matthieu en-dessous.
En bas à gauche le donateur, son fils avec son protecteur saint Pierre et le roi saint Louis (les têtes du donateur et de saint Louis restaurées); à droite la donatrice, sa fille et une protectrice à la palme de martyre. Le donateur est Guillaume Papelard de Conches, mentionné à Conches en 1547 comme membre de la confrérie de Charité u Val. Le panneau est attribué à l'École de Fontainebleau et daté de 1540. Les têtes des lancettes gauche et droite au -dessus d couronnement d'architecture portent la date 1540.

#### Vitrail S3 (12): La Cène

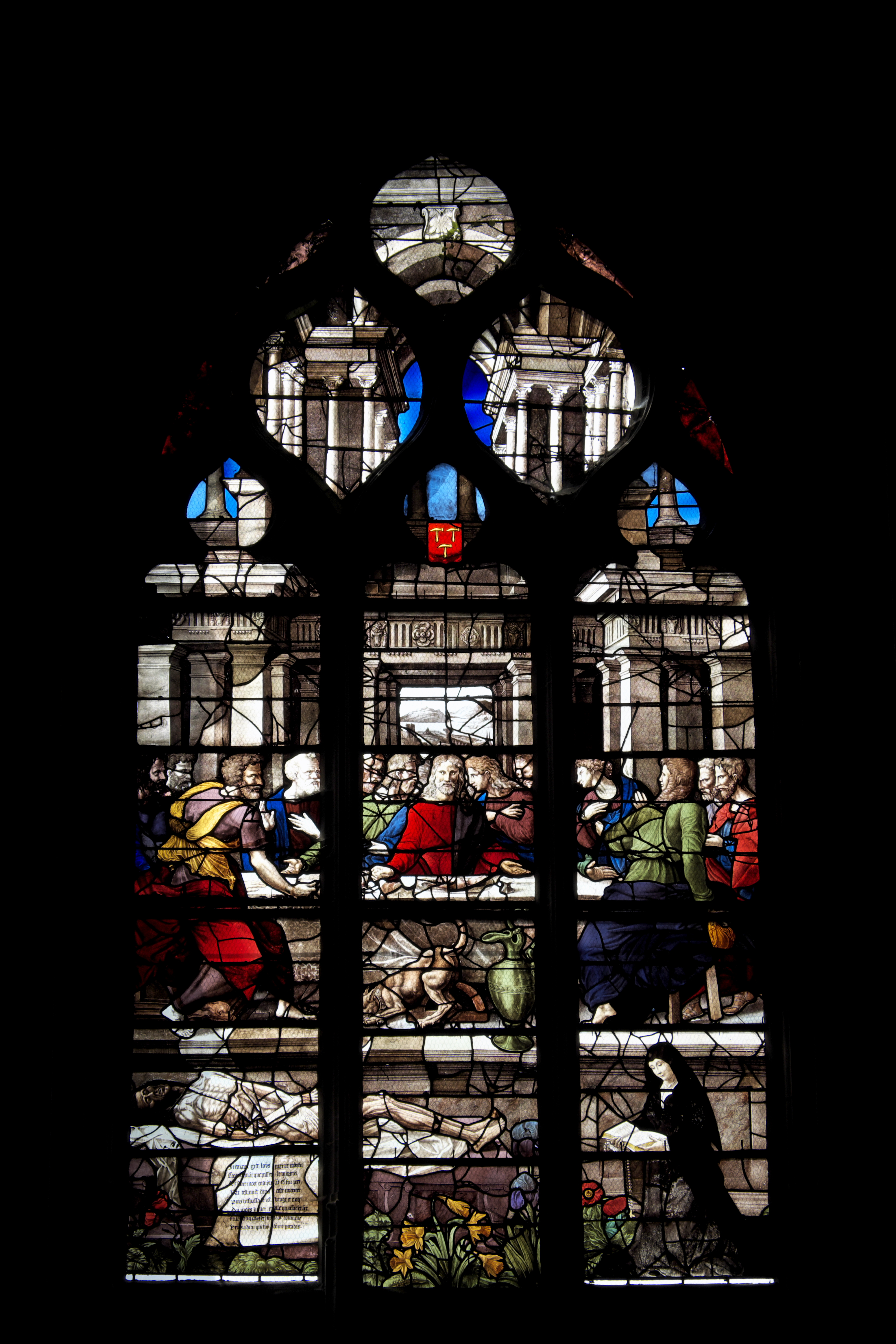
La Cène.

La Cène est représenté d'après une gravure de Marcantonio Raimondi. La fenêtre date de 1546 et est attribuée à l'École de Fontainebleau
Dans la partie centrale, le Christ entouré de ses douze apôtres. À droite Judas, reconnaissable à sa bourse dorée. Le donateur, Louis Martel, est représenté par un blason à trois marteaux en haut du vitrail, et en bas en cadavre nu, étendu sur son linceul et veillé par sa veuve. Sur le linceul, l’épitaphe « Ci devant gist Loys Pierre Martel ».

La Cène (détails)
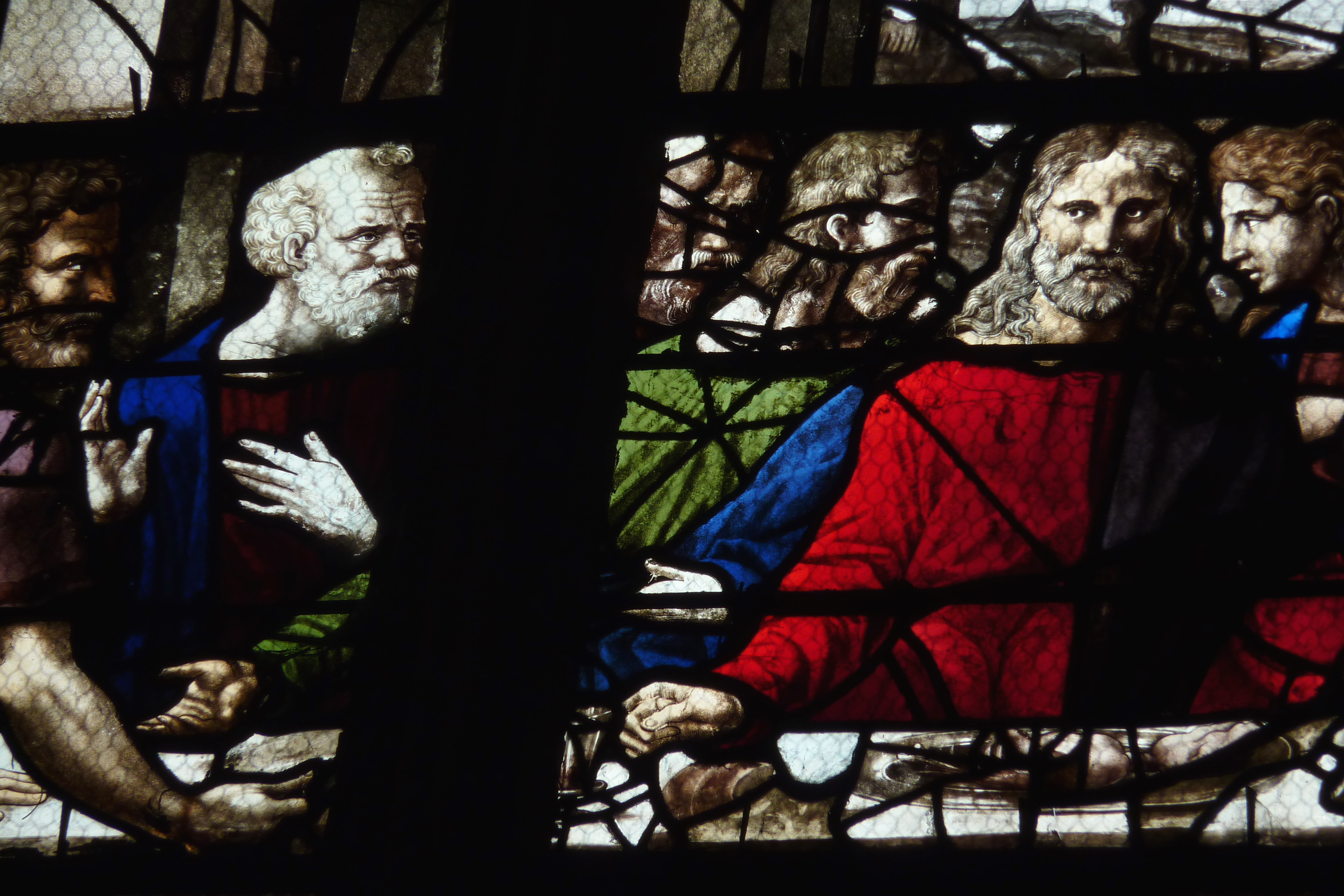
Apôtre et Jésus
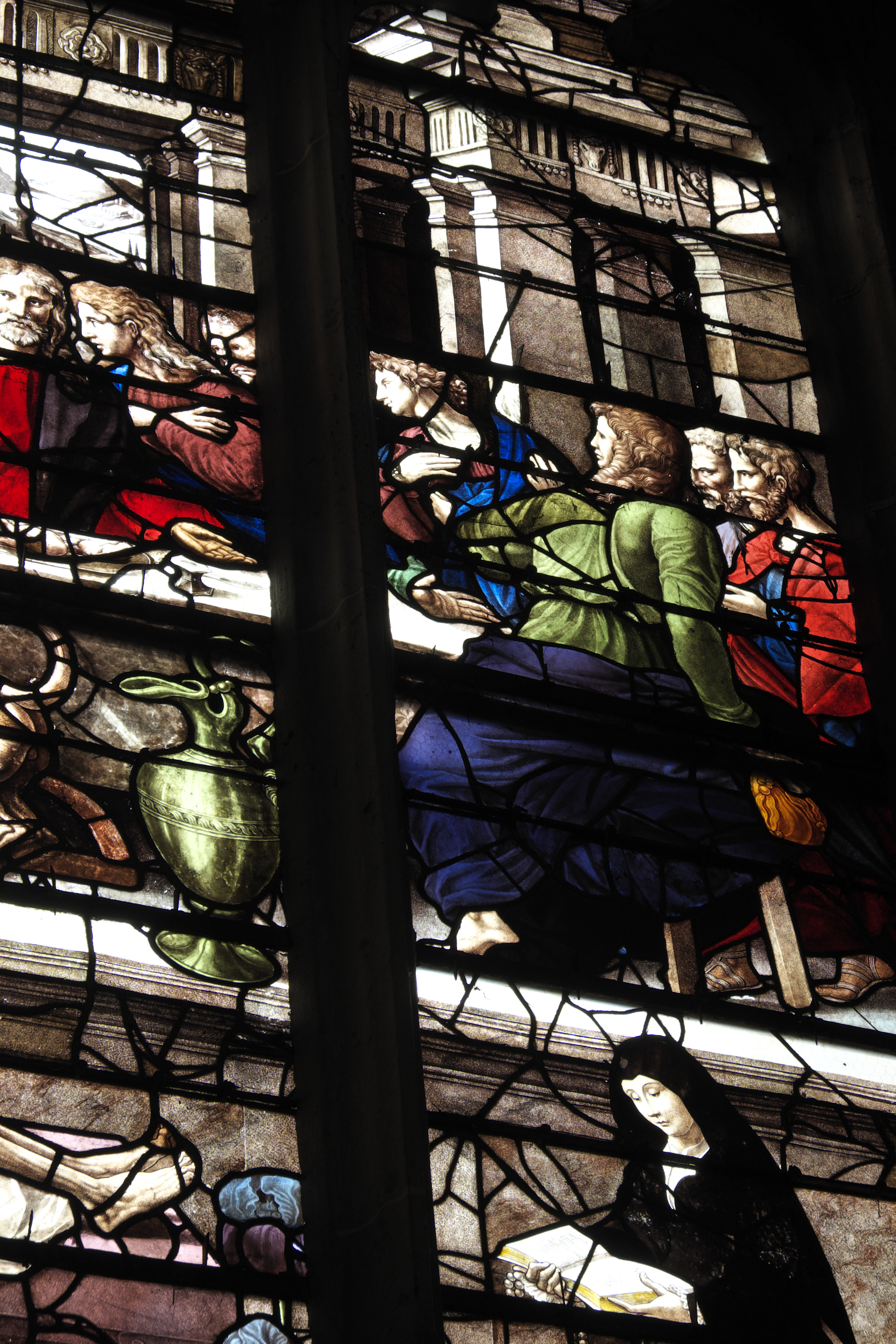
Judas

#### Vitrail S4 (14): Le Pressoir mystique

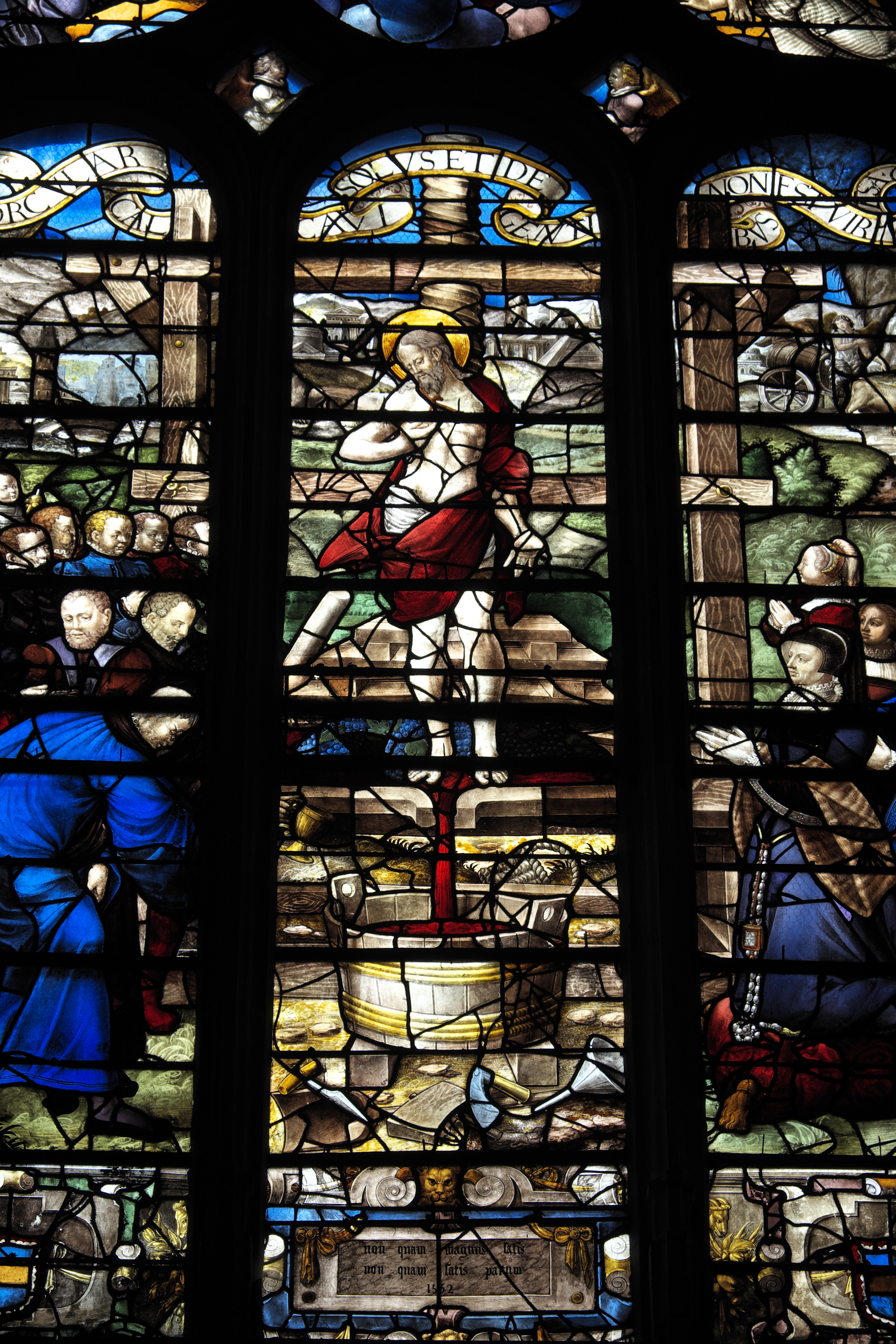
Le Pressoir mystique.

L'image représente au centre le pressoir mystique : le Christ est debout sur un pressoir ; il foule le raisin et désigne de la main gauche le vin qui coule à ses pieds et de la main droite, il serre la plaie à sa poitrine ; le liquide est son sang recueilli dans le récipient en bois. À gauche, le donateur Jean Le Teillier des Ébrieux accompagné de ses frères et de ses fils. Il s’apprête à recueillir avec un calice d'or le vin qui s'écoule. À droite, la donatrice et ses six filles. En haut, un tonneau transporté sur un char conduit par un aigle, un homme ailé, un bœuf et un lion, les symboles des évangélistes. Dans les lobes, Dieu portant la tiare et le globe à la main. En bas, la devise et les blasons de la famille. La fenêtre date de 1552 et est attribuée à l'École de Paris. Le vitrail a été endommagé lors de l'effondrement du clocher en 1842. La date et la devise sont inscrits dans un cartouche dans le bas du vitrail.

#### Vitrail S5 (16): La Manne

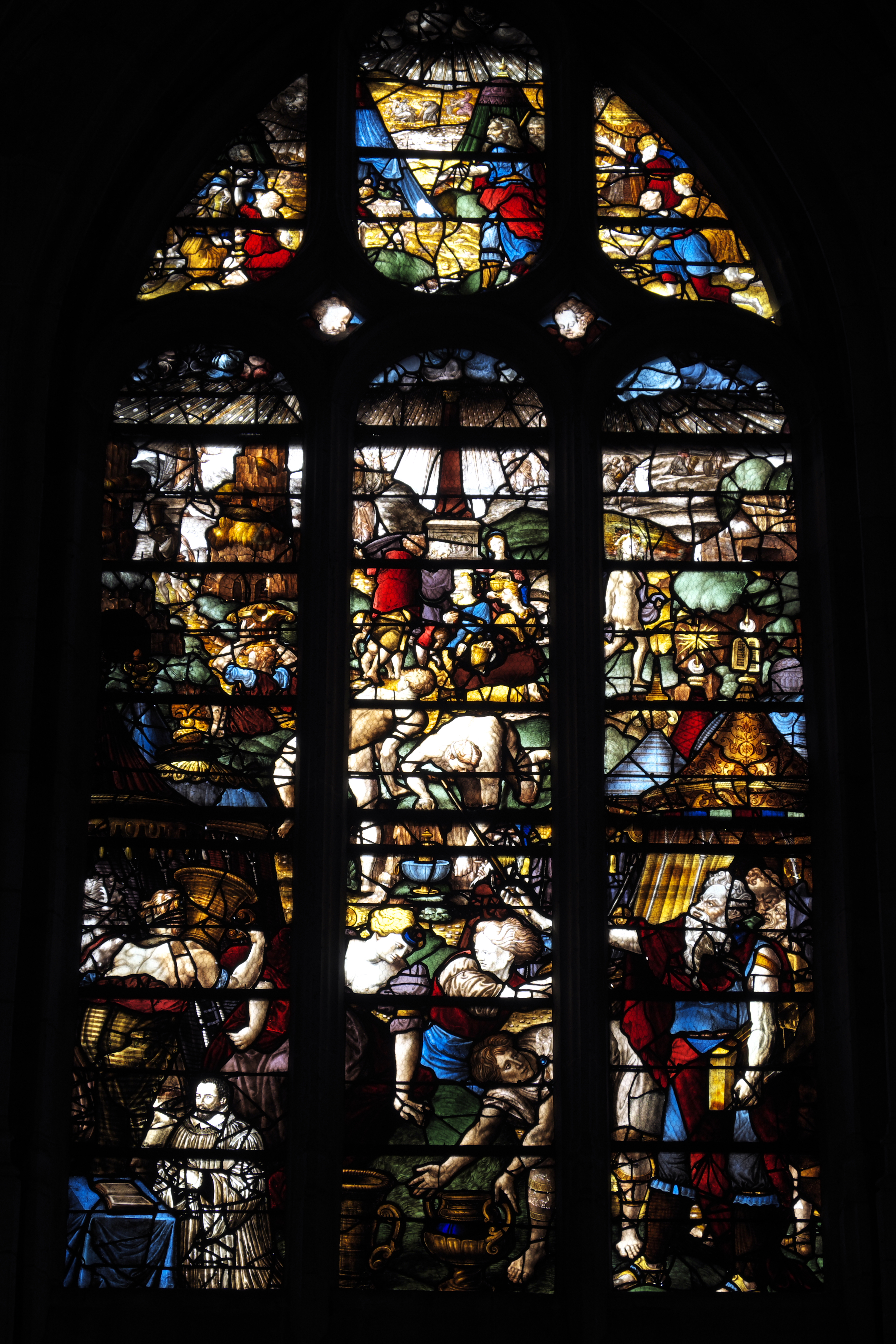
La Manne.

Vitrail daté de 1550, donatrice Diane de Poitiers. Moïse est à droite devant sa tente. Il tient les tables de la Loi dans sa main gauche et montre la manne qui tombe du ciel de sa baguette. Au centre et à gauche, les Israélites recueillent la manne dans de grands vases. En bas à gauche, le donateur.

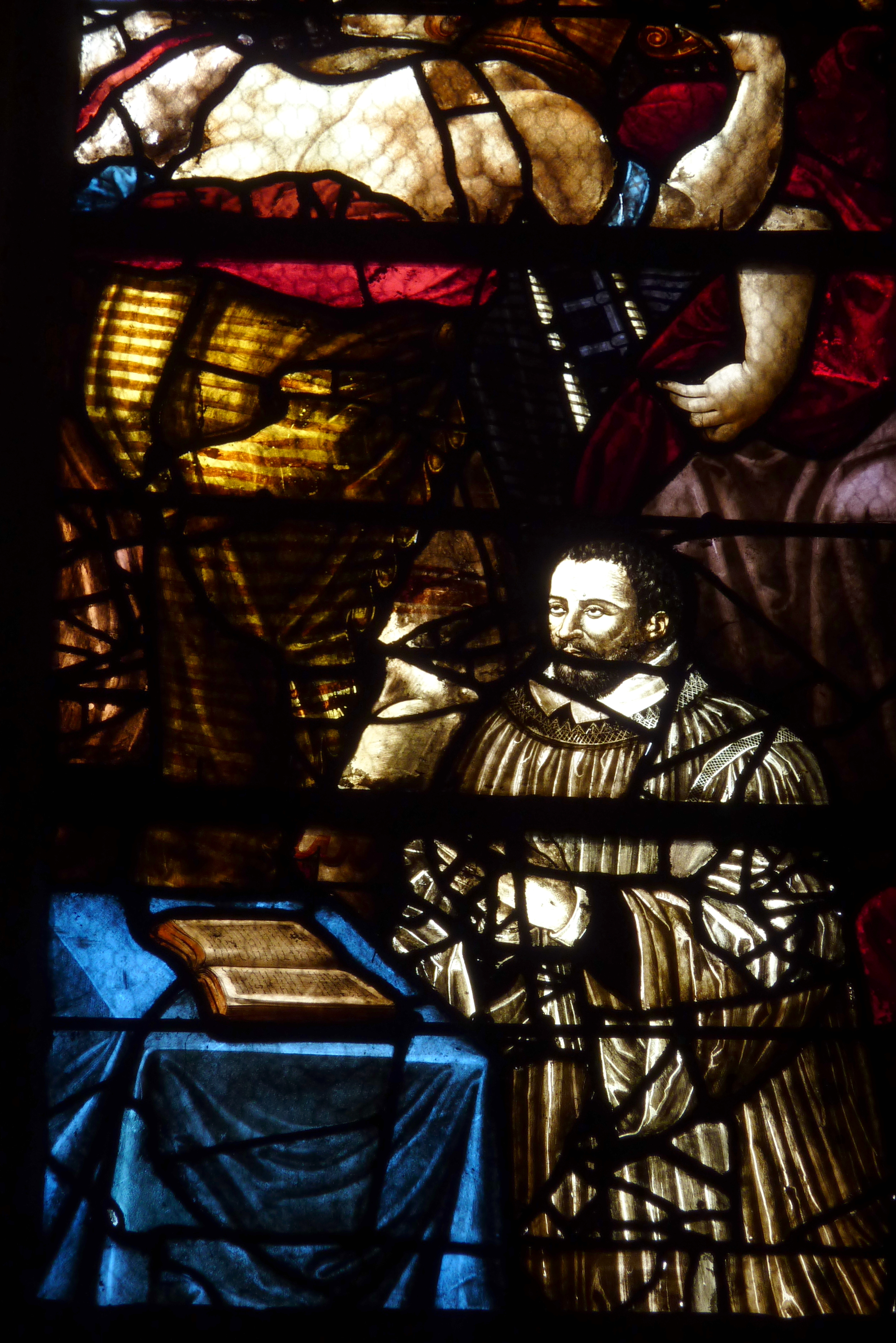
Donateur
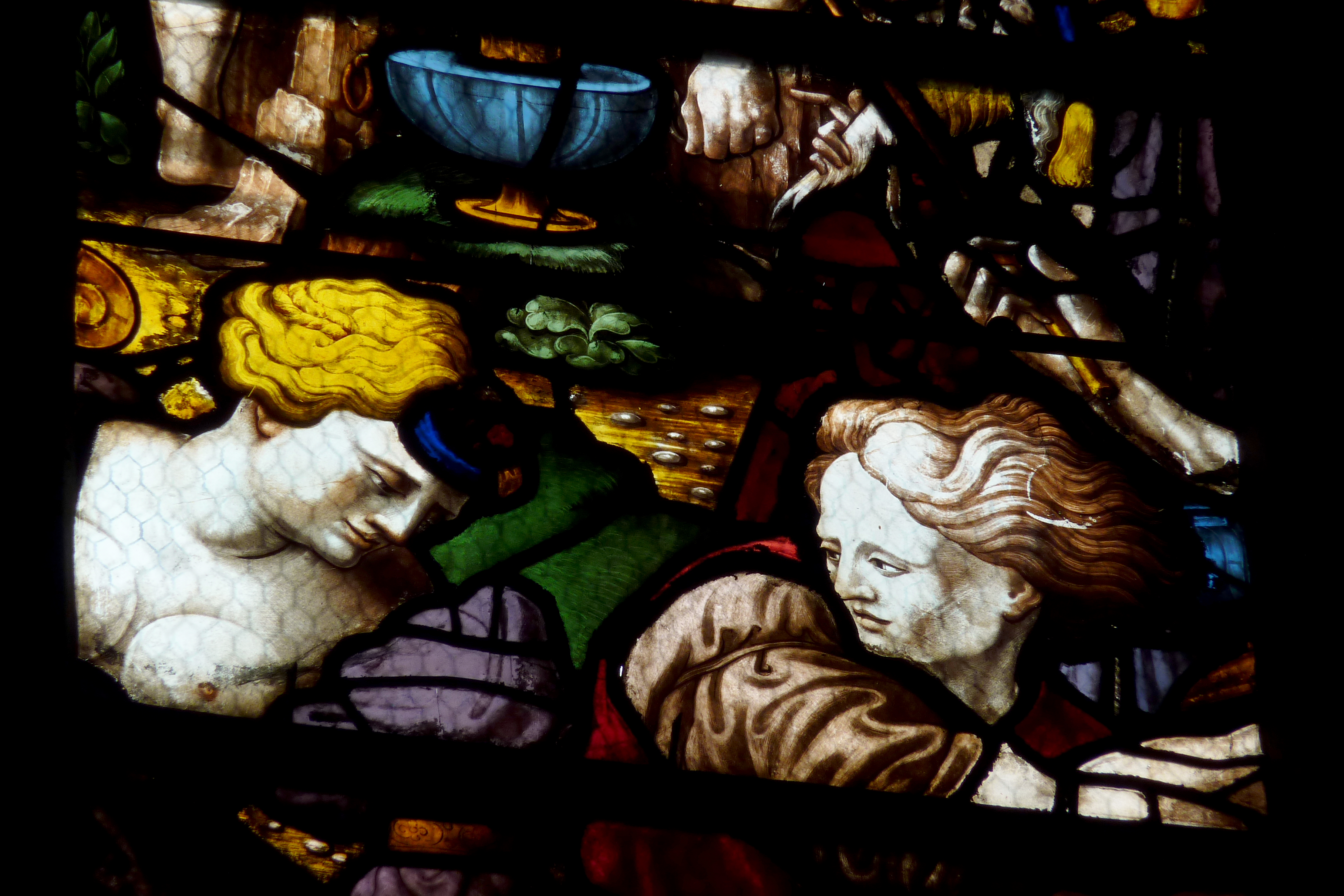
Détail

#### Vitrail S6 (18): Abraham et Melchisédech

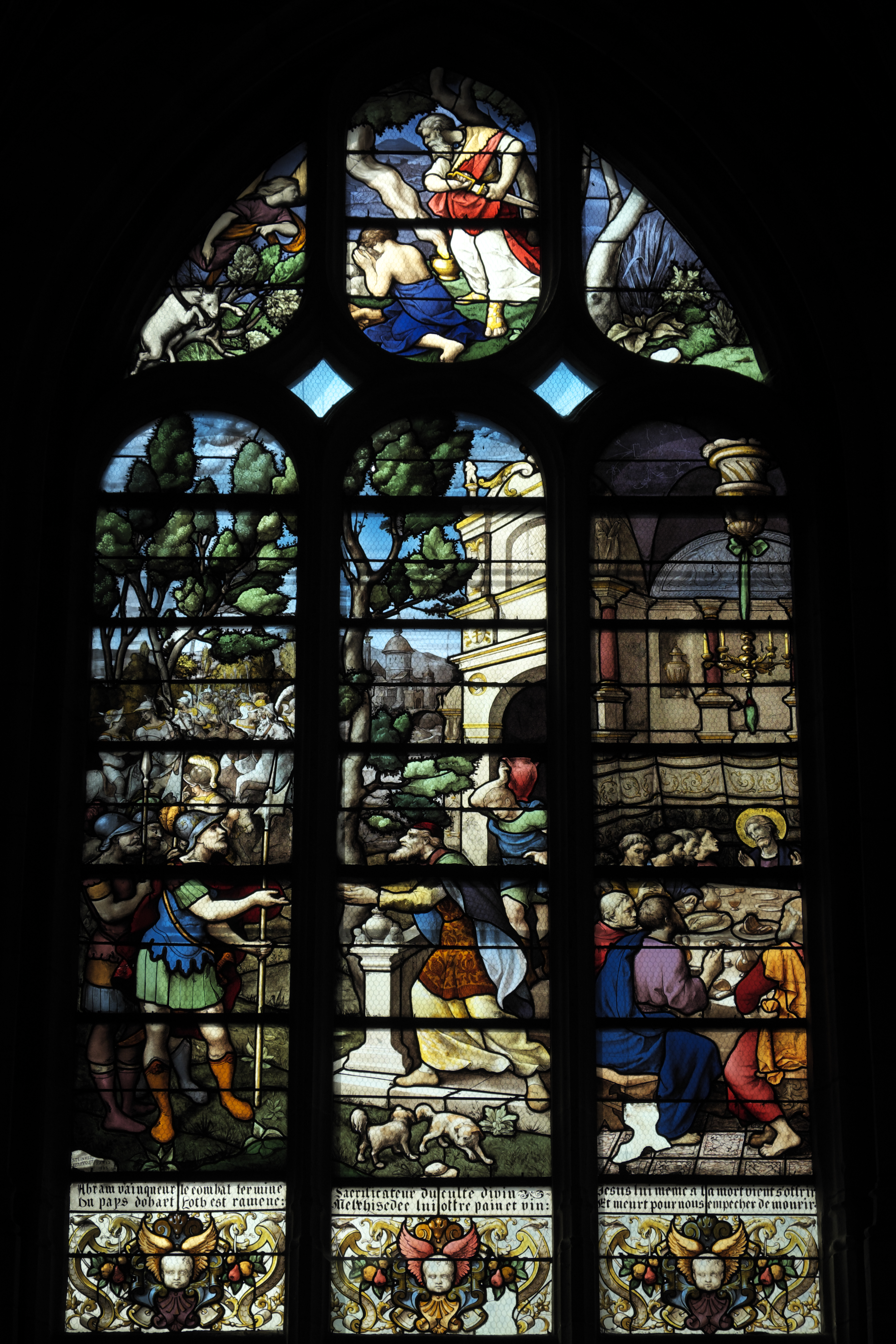
Abraham et Melchisédech

Le vitrail a été créé vers 1552, mais brisé en 1842. La baie montre une copie, réalisée en 1883 par Leprévost, grâce aux calques des frères Laumonnier. Dans les lobes, Abraham apprête à immoler son fils Isaac. L'ange arrête son geste et le bélier à droite dans les broussailles sera immolé à sa place. Dans les lancettes de gauche et du centre, Abraham et son neveu Loth se présentent devant Melchisédech qui apporte le pain et est suivi d'un serviteur portant le vin.
À droite, la Cène remplace la Pâque juive présente dans le vitrail d'origine.

Abraham et Melchisédech (détails)
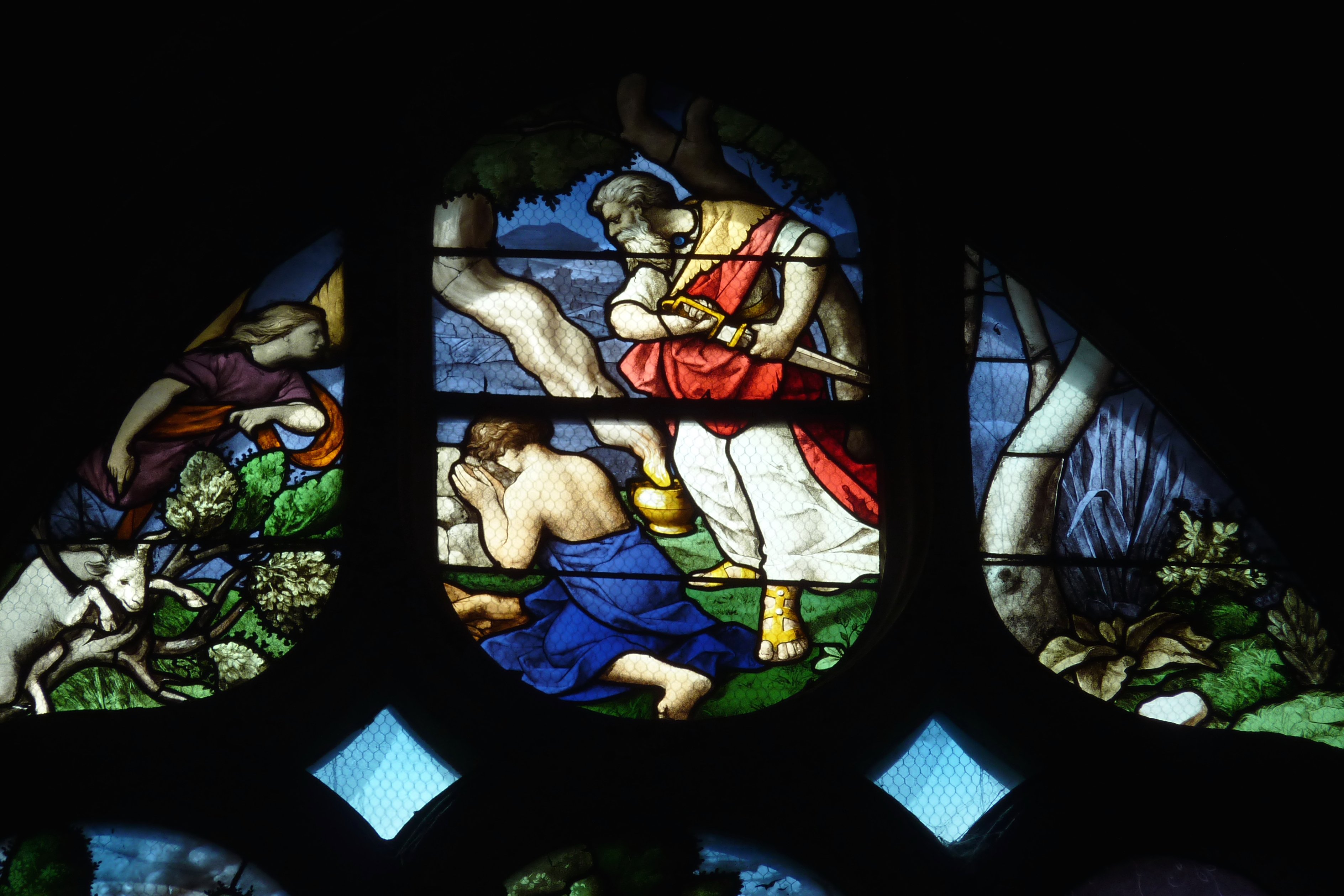
Sacrifice d'Isaac
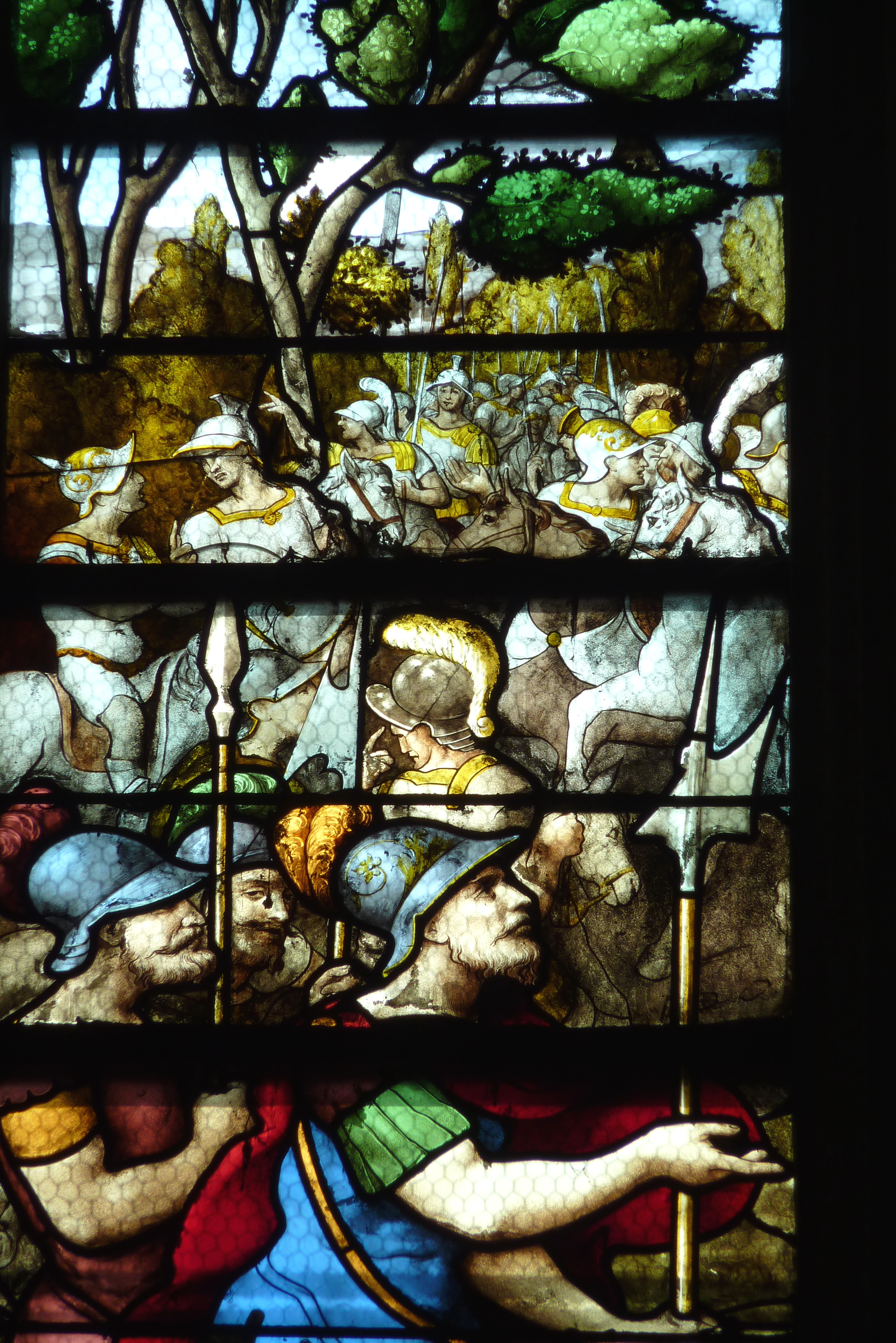
Abraham
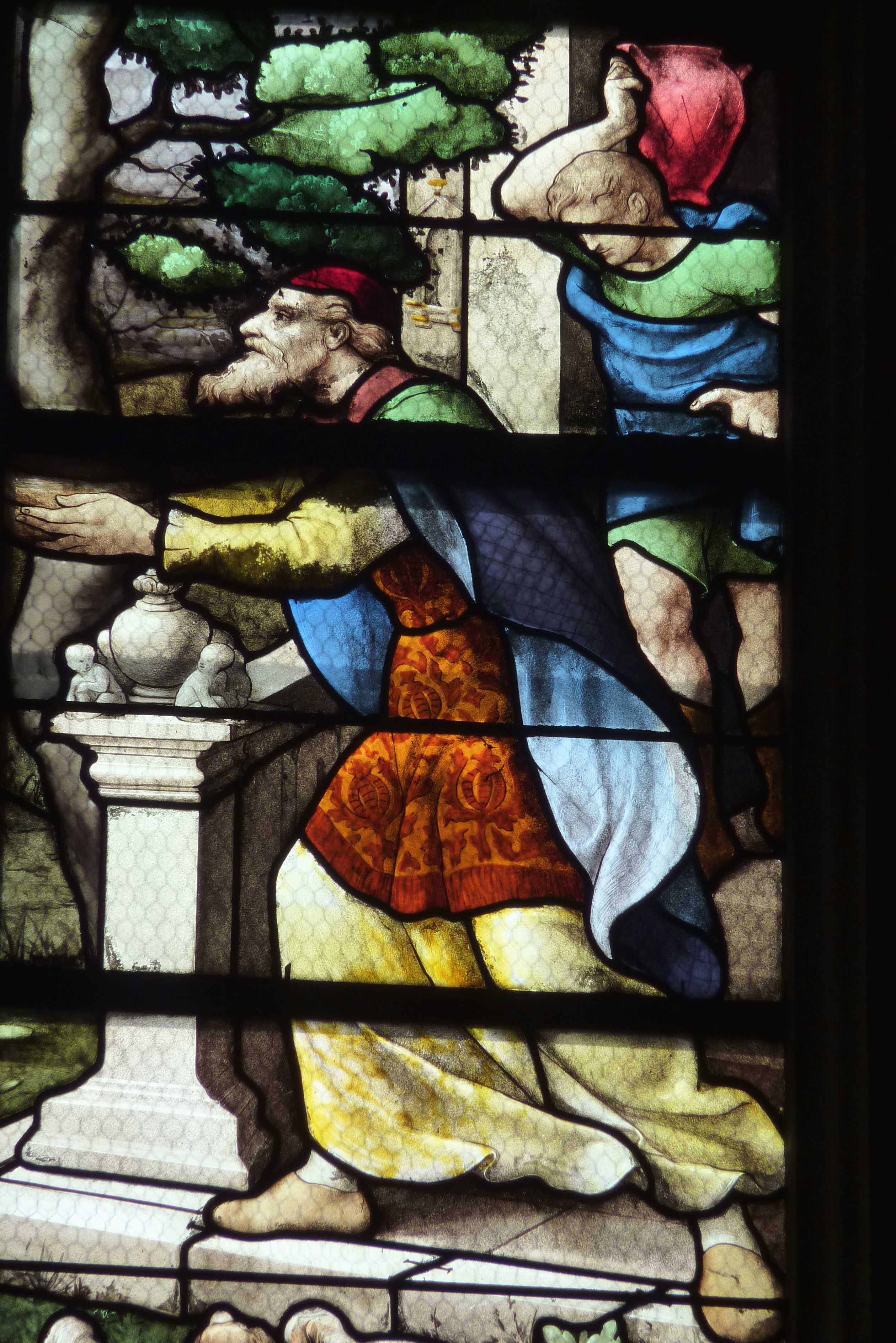
Melchi- sédech
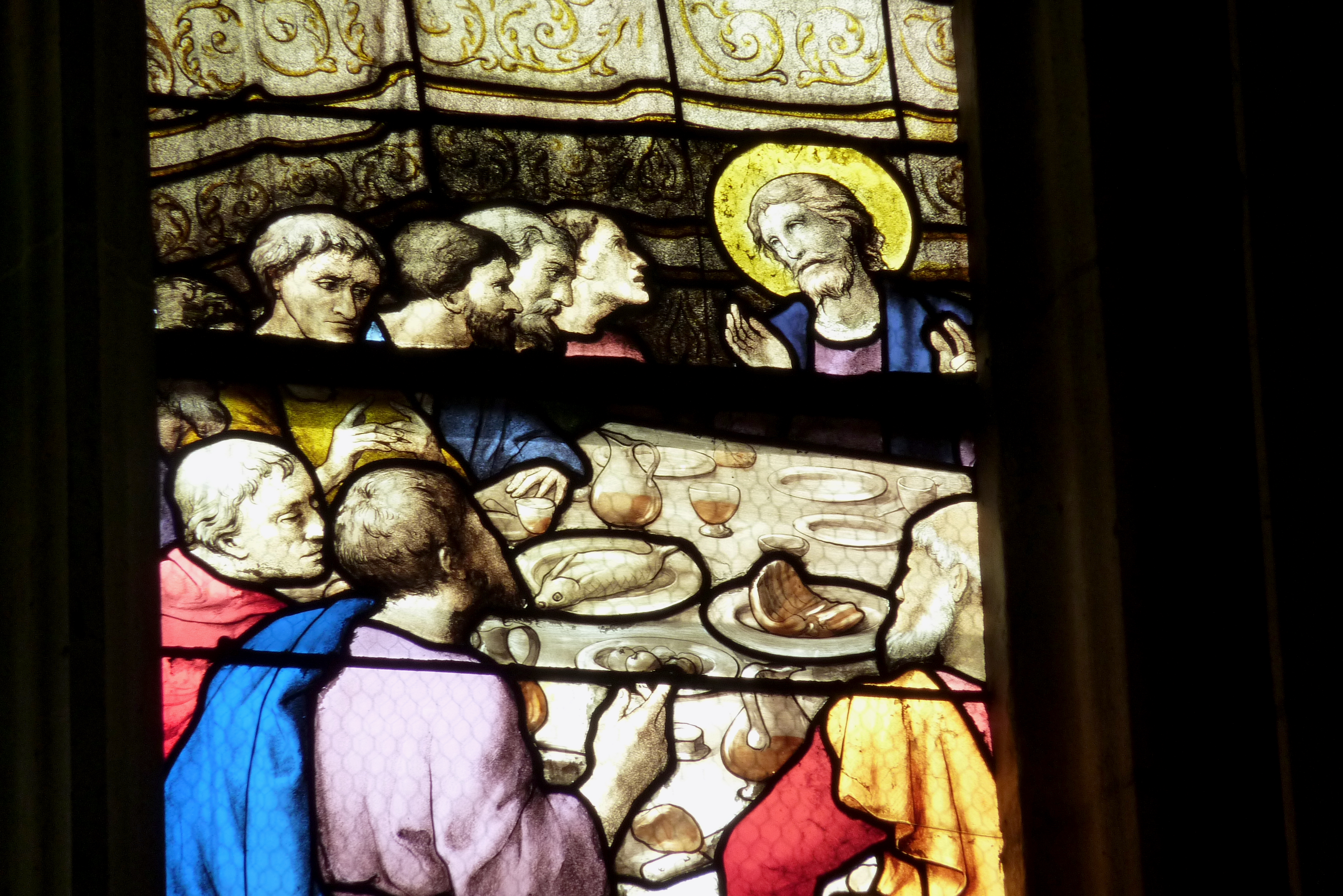
La Cène

#### Vitrail S7 (20): Saint Jean-Baptiste

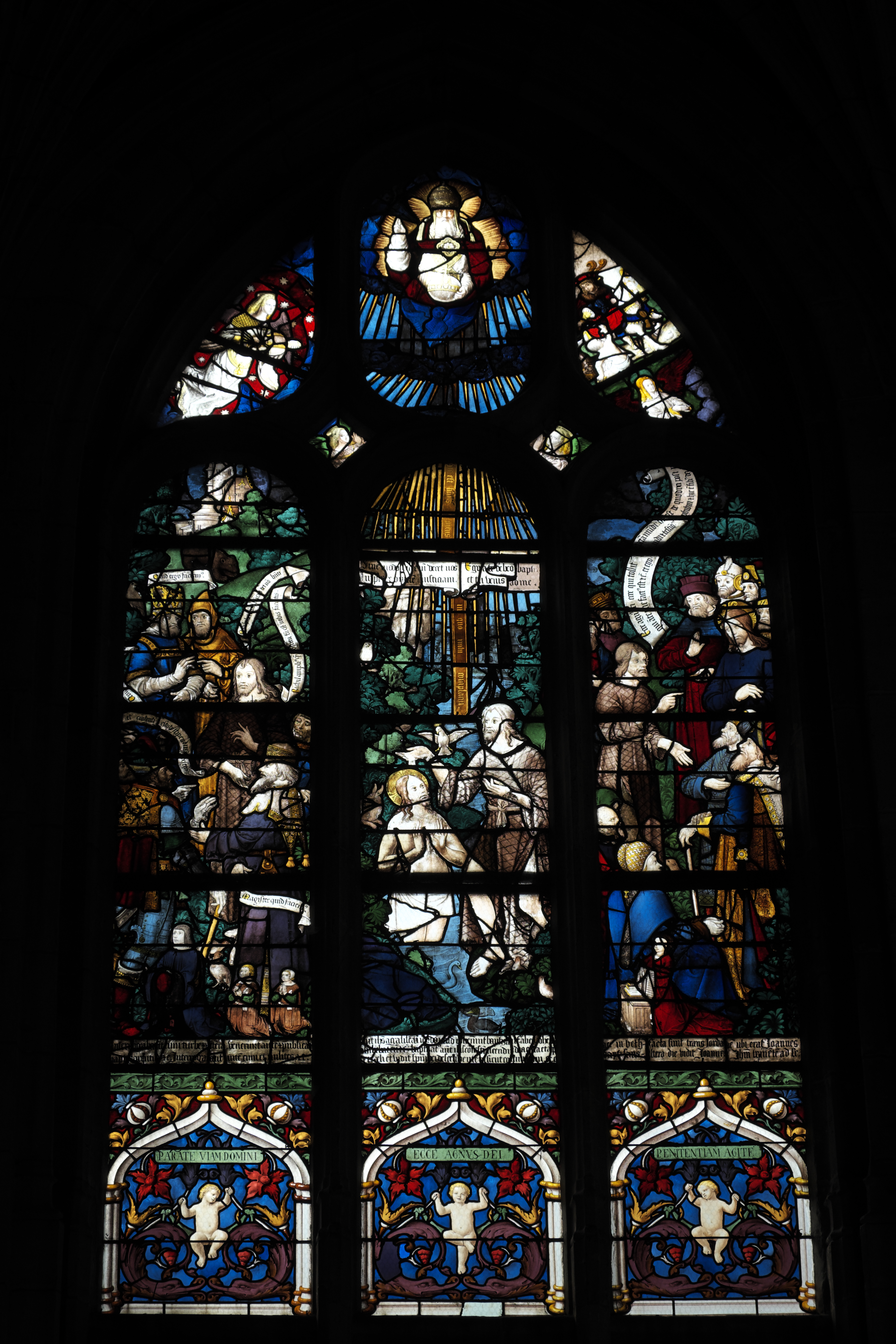
Jean le Baptiste

Le vitrail a été créé vers 1510, encore pour l'église précédente. Il est attribué à l'École de Rouen et Arnoult de Nimègue. Le panneau est une copie du vitrail original, excepté le panneau inférieur. Il représente des scènes de la vie de Jean le Baptiste : à gauche Jean prêche le baptême, au centre le baptême du Christ, une colombe représente l'Esprit saint ; à droite, des pharisiens interrogent Jean. En bas, sur la lancette gauche, le portrait du donateur de ses deux enfants, à droite la donatrice. Dans les lobes, Dieu avec la tiare. On a compté 23 oiseaux intégrés au décor. Trois carreaux avec des anges dans le registre du bas.

Jean le Baptiste (détails)
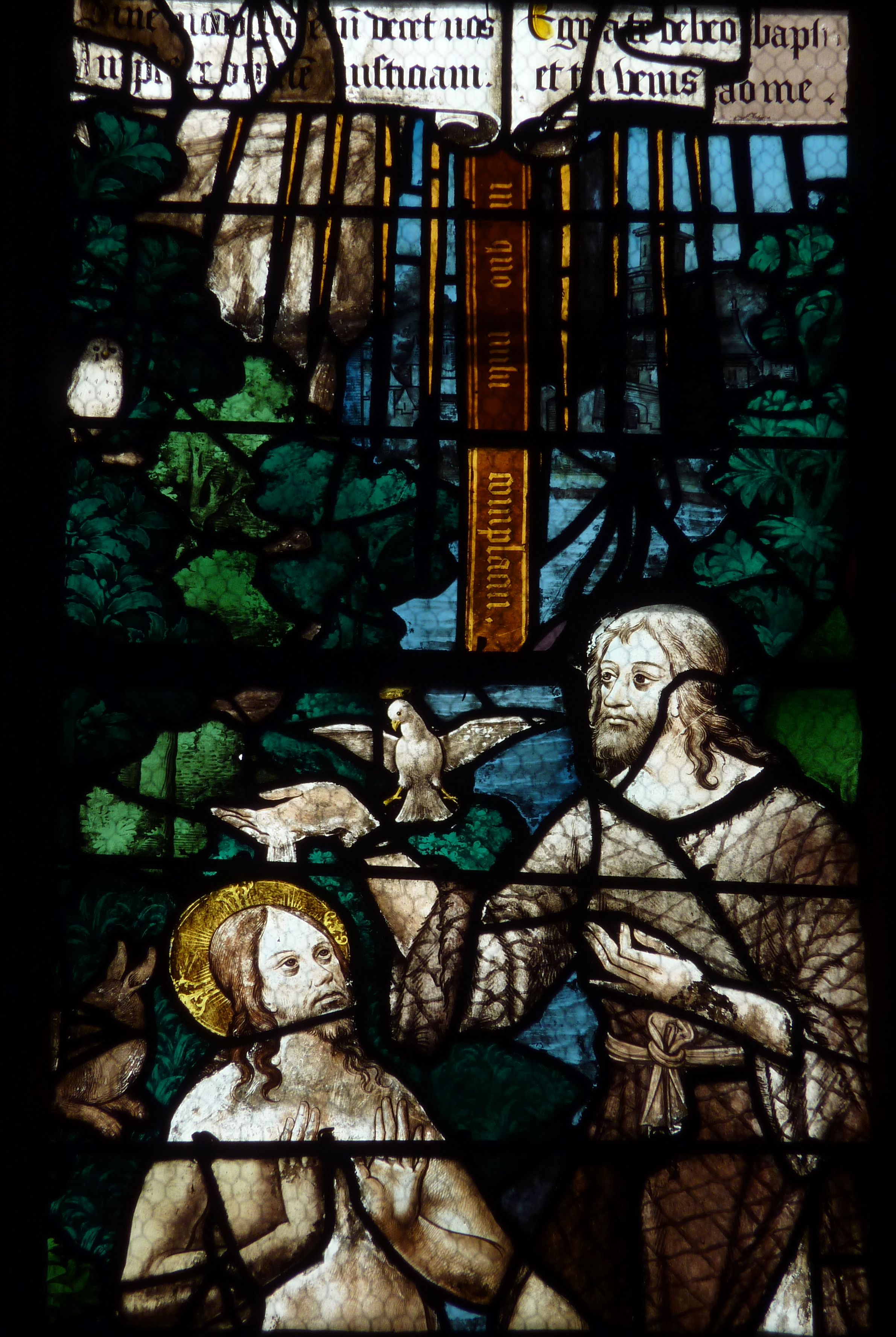
Le Baptême
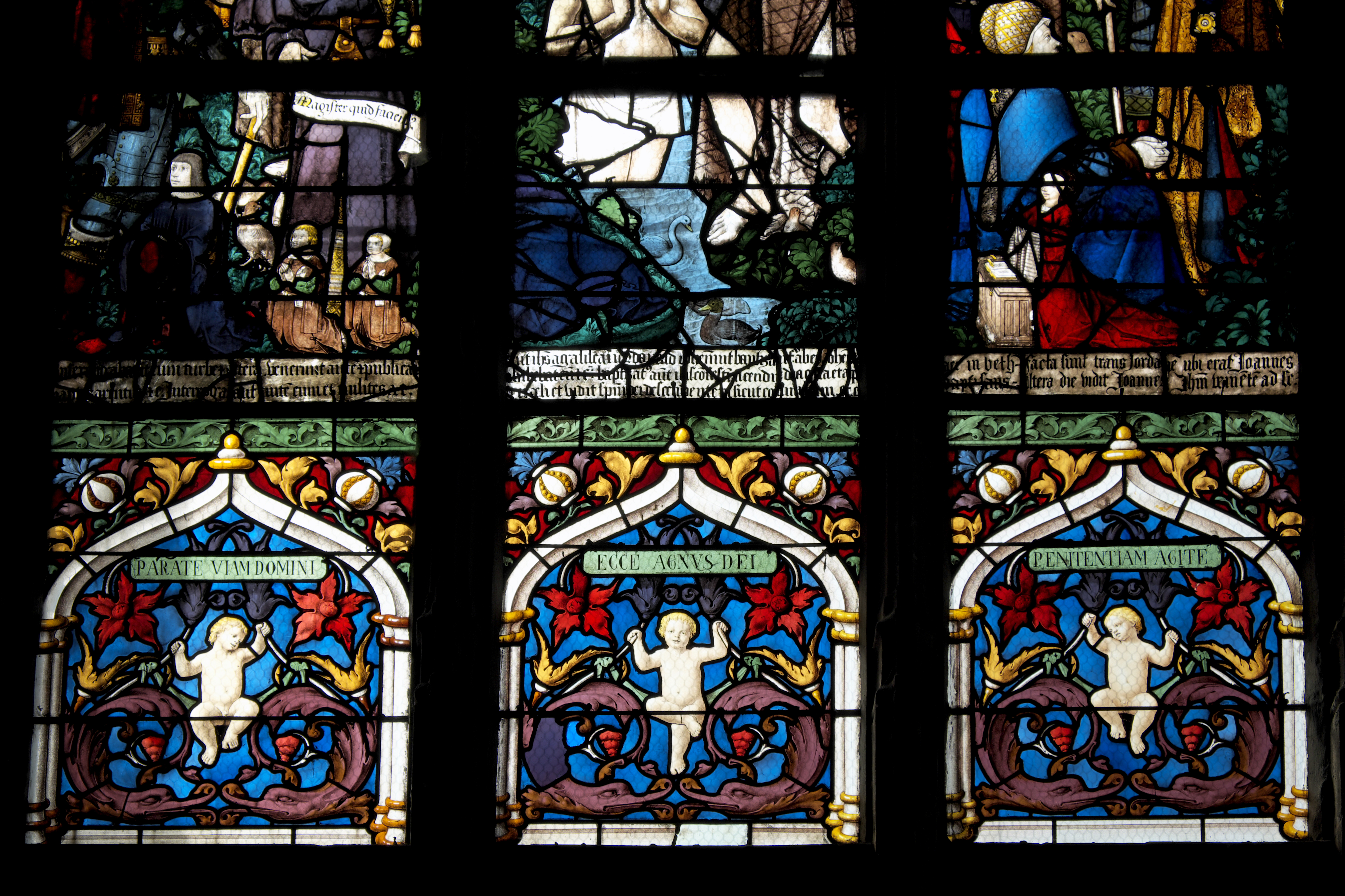
Angelots
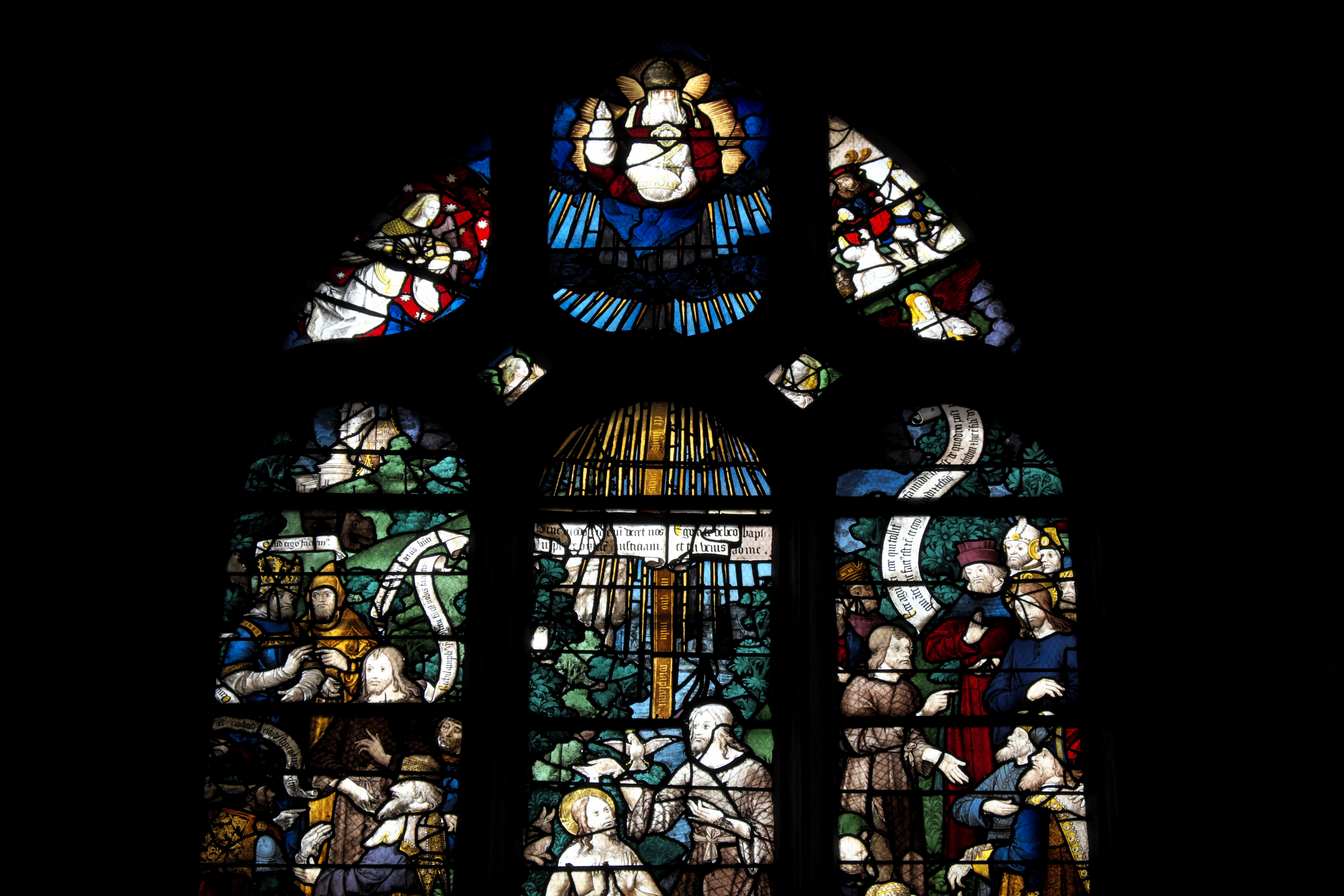
Dieu avec la tiare

## Articles liés
- Vitrail
- Sainte Foy
- Laurent-Charles Maréchal